# 경복궁
경복궁(景福宮, 영어: Gyeongbokgung Palace)은 대한민국 서울특별시 종로구 사직로에 위치한 조선 왕조의 법궁(法宮, 정궁)이다.
'경복(景福)'은 시경에 나오는 말로 왕과 그 자손, 온 백성들이 태평성대의 큰 복을 누리기를 축원한다는 의미다. 풍수지리적으로도 백악산을 뒤로 하고 좌우에는 낙산과 인왕산으로 둘러싸여 있어 길지의 요건을 갖추고 있다. 경복궁의 구조는《주례》 〈고공기〉에 입각하여 건축되었다. 3문 3조로 구성되었는데 각각 외조, 내조, 연조이다. 내조는 근정전을 중심으로 하는데, 궁 밖에서 근정전까지 바깥부터 광화문, 흥례문, 근정문이다.
1395년 태조 이성계의 한양 천도를 계기로 창건되었으며 1592년 임진왜란으로 인해 불탄 이후 법궁의 역할을 창덕궁에 넘겨주었다가 1865년(고종 2년)에 흥선대원군의 명으로 중건되었다. 1910년 한일 병합 후 일제강점기에는 1915년 조선물산공진회 개최와 1926년 조선총독부 건설로 많은 전각들이 철거 혹은 훼손되었으며, 그 자리에는 박물관과 잔디밭을 비롯한 정원이 들어섰다. 이러한 모습은 1945년 해방 후에도 이어졌으며 6·25 전쟁을 거치면서 광화문을 비롯한 일부 전각이 추가로 소실되었다.
1968년 광화문 복원을 시작으로 경복궁의 본모습을 되찾기 위한 각계의 관심과 노력이 증대되어, 1980년대 말부터 본격적인 복원사업 계획이 시작되었다. 1995년 조선총독부 청사 철거, 2001년 흥례문 권역 복원, 2010년 광화문 목조 복원, 2023년 광화문 월대 복원을 비롯하여 각 권역별 주요 전각들을 오는 2045년까지 복원시킬 계획이다.

## 역사

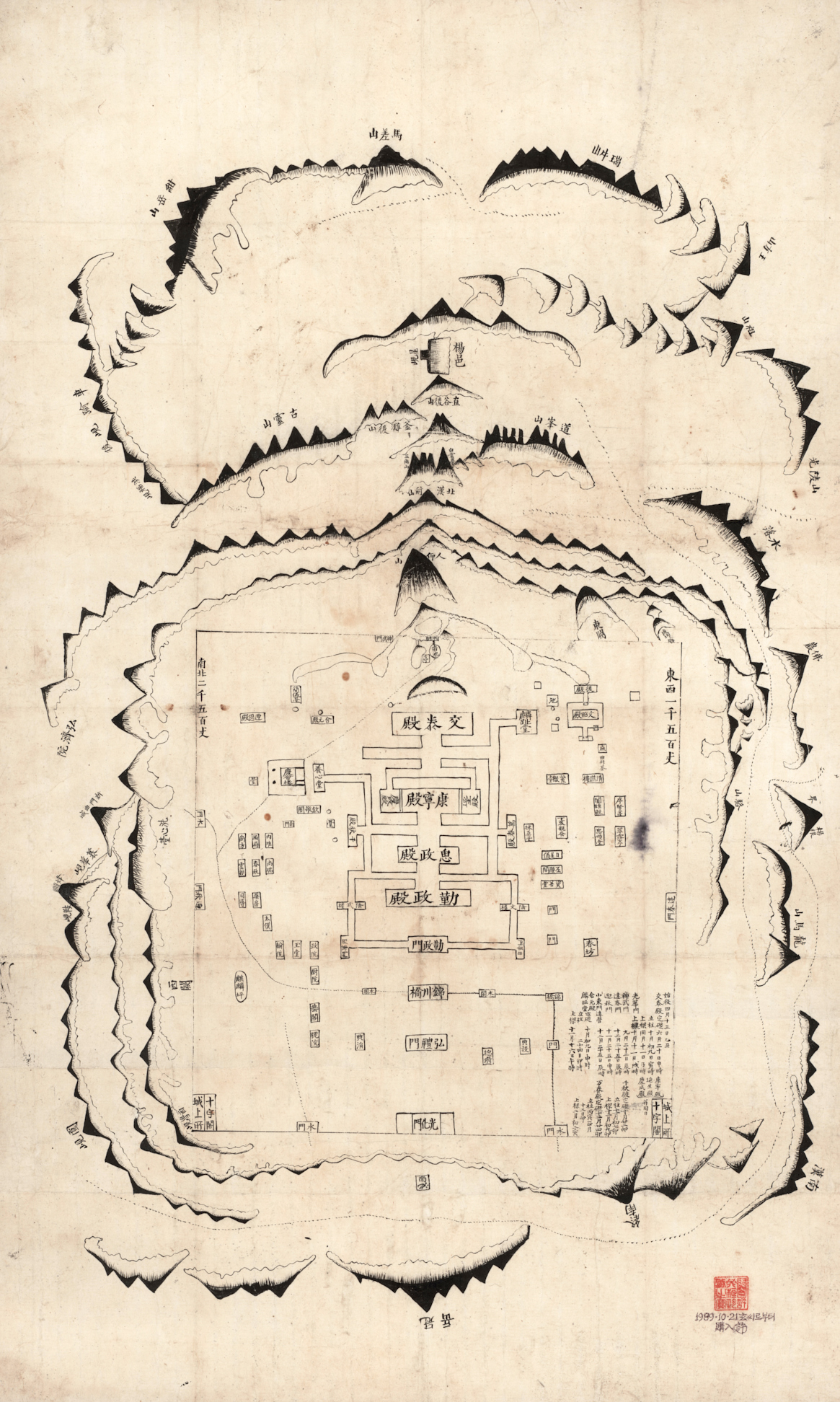
임진왜란 이전의 모습을 반영한 것으로 추정되는 경복궁도 (서울역사박물관)

### 태조의 창건
1392년 조선 왕조를 개창한 태조는 즉위 3년째인 1394년에 신도궁궐조성도감(新都宮闕造成都監)을 열어 1394년(태조 3년) 한양에 천도하자 먼저 종묘 및 사직의 건설에 착수한 다음, 청성백 심덕부에게 명하여 궁궐을 짓게 하였다.
처음 새 궁궐을 지으려고 잡은 터는 고려 때의 남경이궁(南京 離宮) 자리였으나 너무 협소하여, 거기서 남쪽으로 조금 옮겨 지금의 경복궁 자리에 건물을 배치하고 전각을 세웠다. 새 궁궐 경복궁은 태조 4년(1395년) 8월 경기좌도의 인부 4,500명, 경기우도 인부 5,000명, 충청도 인부 5,500명을 징용하면서 시작되어, 같은 해 9월 29일에 1차로 완성되었다. 그러나 이 때는 궁궐 내부 중심부만 이루어졌고, 궁궐을 감싸는 궁성이나 궁궐 앞에 세워지는 의정부나 육조 등의 관청은 몇 해 뒤에 완성된 것으로 보인다.
그 해인 1395년 음력 10월 태조는 입궐하면서 정도전에게 새 궁궐과 주요 전각의 명칭을 지어 올리게 하였는데, 이때 경복궁의 명칭을 비롯하여 강녕전, 연생전, 경성전, 사정전, 근정전, 근정문, 정문(현재 광화문) 등 주요 건물의 명칭이 지어졌다. 정도전은 《시경》(詩經) 〈주아〉(周雅)에 나오는 “旣醉以酒 旣飽以德 君子萬年 介爾景福(기취이주 기포이덕 군자만년 개이경복)”에서 2자를 따서 “景福宮”(경복궁)이라고 지었다.
높이 20자 1치, 둘레 1813보(步: 6尺)의 담을 쌓고 남쪽에는 정문인 광화문, 북에는 신무문, 동에는 건춘문, 서에는 영추문을 두었다. 조하를 받는 정전인 근정전의 주위에는 근정문을 비롯한 4문이 있었고, 그 북쪽 사정전은 편전이며, 강녕전·교태전 등의 침전, 그 밖에 여러 전각이 있었다. 이때 건립된 전각은 총 390여칸에 이르렀는데, 태조실록에 새 궁궐의 규모, 배치 및 각 건물의 기능이 상세히 기술되어 있다. 실록 내용을 통해 창건 당시 경복궁의 기본 배치를 짐작하자면, 경복궁은 남북축 선상에서 남쪽에서 북쪽으로 오문, 정전, 보평청, 연침의 순서로 남북 직선축을 따라 중심 전각이 나란히 놓이고, 중심 전각 주변에는 행각이 좌우 대칭으로 네모반듯하게 감쌌으리라 추정된다. 그리고 왕이 신하들과 정무를 보는 외전은 궁궐 앞쪽에, 내전은 뒤쪽에 배치하는데, 내전의 각 전각과 정전은 천랑으로 서로 연결되어 있었던 것으로 보인다.
궁궐의 외곽 울타리인 궁성을 건설한 것은 궁궐을 완성한 지 3년 뒤인 태조 7년(1398년)의 일이었는데, 이 해 1월에 민정을 징발하여 궁성 공사에 들어갔다. 공사는 겨울 동안에 대체적인 궁성 성벽을 축조한 것으로 보이며, 다시 그 해 7월이 경기 좌도와 충청도 군사 3,700명을 동원하여 궁성을 수축하였다. 궁성에는 정문인 남문 외에 동문과 서문이 갖추어져 있었는데, 북쪽은 궁성과 문을 갖추지 못하고 목책으로 둘러쳐 있다가 세종대에 와서야 완성된 것으로 보인다. 한편 궁궐이 창건되었을 때 실록 기록 말미에 "(뒤에) 문 남쪽 좌우에는 의정부, 삼군부, 육조, 사헌부 등의 각사 공청이 벌여 있었다"고 나와있어서, 궁성 문 남쪽에 의정부나 육조 등 여러 관청이 좌우로 조성된 것은 궁성과 궁문이 조성된 태조 7년때로 추정된다.

### 전각 확대와 1553년 화재
경복궁은 태종, 세종을 거치면서 계속해서 전각이 더 지어지고 보완되었는데, 태종 11년(1411년)에는 명당수를 파서 이를 홍례문 앞 금천으로 끌어들여 궁궐의 상징성과 풍수적인 형국을 보완하였고, 경회루를 지어 외국 사신과 조정 관원들의 연회 장소로 이용케 하였다. 경복궁이 조선 왕조의 법궁다운 면모를 갖춘 것은 세종 때였는데, 1426년(세종 8년) 왕명을 받은 집현전에서 경복궁의 각 문과 다리의 이름을 지어올렸으니 광화문, 홍례문(현재 흥례문), 일화문, 월화문, 건춘문, 영추문, 영제교 등이 이때 지어진다. 그리고 1429년 사정전과 경회루의 중수를 시작으로 주요 전각을 새로 짓거나 중수하였다. 그밖에 간의대 등의 관측시설이 세종 때 완비되었다. 경회루는 1474년 보수되고 근정전과 광화문에는 청와(靑瓦)가 올라간다.
명종 8년(1553년) 9월에는 강녕전에 큰 불이 나서 사정전, 근정전, 경회루, 함원전, 청연루만을 남긴 채 편전과 침전 구역의 건물이 모두 소실되었으며, 역대로 내려오던 진귀한 보배와 서적, 왕과 왕비의 고명, 의복, 거마 등이 불타버렸다. 불이 난 지 1년도 되지 않은 1554년 봄에 중건 공사를 시작하여 그해 9월에 낙성하였다. 이때 동원한 인력은 부역 2,200명, 품팔이꾼 1,500명이었다고 한다. 명종 15년 때 건립한 경복궁을 그린 ‘한양 궁궐도’라는 그림이 있었는데 임진왜란 당시 소실되었다.

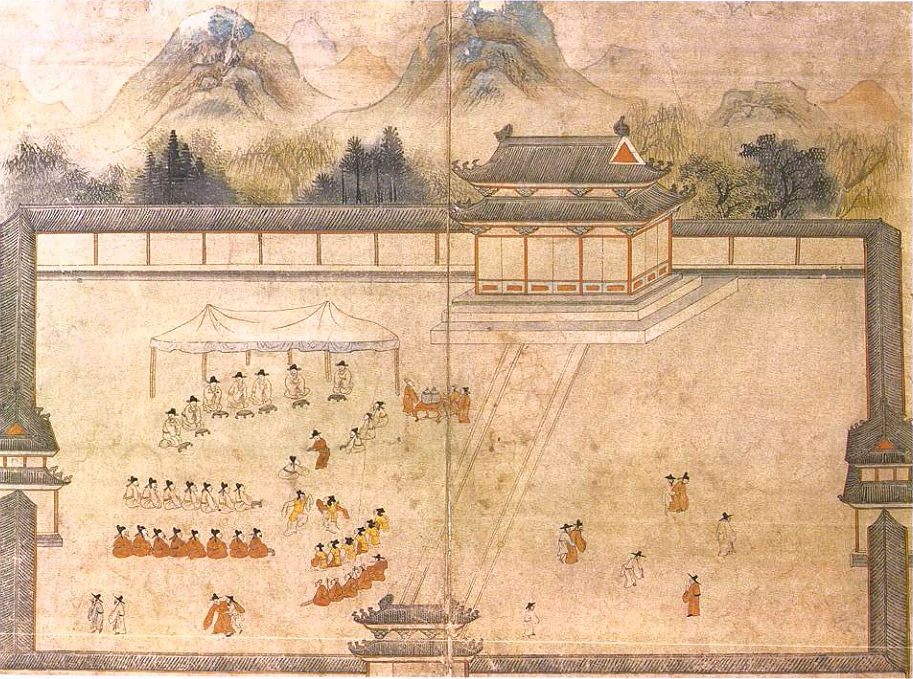
중묘조서여관사연도 (1535년)에서 드러난 임진왜란 이전 근정전 앞뜰
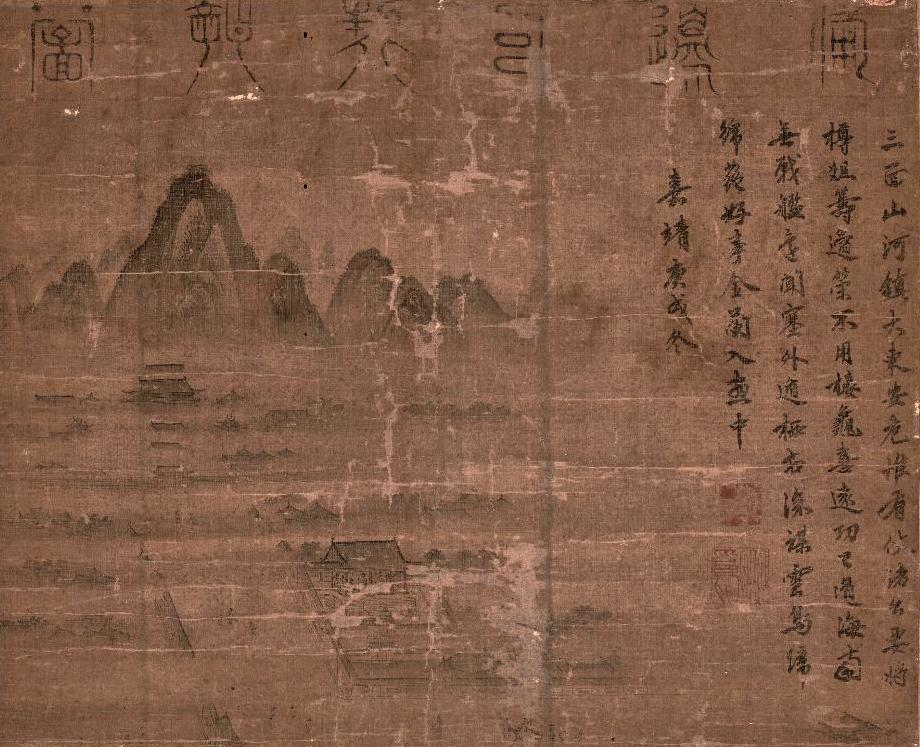
임진왜란 이전 경복궁의 형상이 담긴 비변사계회도 (1550년, 명종 5년)

### 임진왜란으로 인한 파괴
1592년 선조 때에 임진왜란으로 난민이 발생하였고, 노비 문서와 노략의 흔적을 없애고자 경복궁·창덕궁·창경궁의 궁궐을 난민들이 불태웠다는 것이 실록의 기록인데, 이에 관해 논란이 있다. 이기의 《송와잡설》과 류성룡의 《서애집》 등에서도 '왕실과 관료들이 일찌감치 피난을 떠나고 남은 빈 궁궐을, 왜적이 수도 한성을 입성하기도 전에, 백성들이 궁중으로 침입하여 노비문서를 불태우고, 보물도 약탈했다'는 내용의 기록을 볼 수가 있다. 따라서 조선 백성들이 방화의 주체라는 것이 정설이었다.
그러나 이는 목격담이 아니라 전해 들은 것으로, 이들이 실제로 불탄 궁궐을 직접 목격한 것은 조선과 명나라의 연합군이 한성을 탈환한 뒤인 계사년(1593년) 4월 20일이었는데, 이때 종묘는 불타고 세 궁궐은 모두 무너진 후였다. 그러나 왜군이 한성에 입성했을 때인 1592년 5월에 기록된 종군승(從軍僧) 제다쿠의 《조선일기》에는 왜군이 한성에 입성한 직후 경복궁을 직접 답사한 내용이 상세하게 적혀 있어서 그때까지 경복궁의 전각들이 남아있었음을 알 수 있다. 기록된 내용은 아래와 같다. "북산 아래 남향하여 자궁(경복궁)이 있는데 돌을 깎아서 사방 벽을 둘렀다. 다섯 발자국마다 누가 있고 열 발자국마다 각이 있으며, 행랑을 둘렀는데 처마가 높다. 전각의 이름을 알 수 없다. 붉은 섬돌로 도랑을 냈는데, 그 도랑은 서쪽에서 동쪽으로 흐른다. 정면에는 돌다리가 있는데, 연꽃무늬를 새긴 돌난간으로 꾸며져 있다. 교각 좌우에는 돌사자 네 마리가 있어서 다리를 지키고 있다...." 이런 기록들로 인해 조선 백성들이 경복궁을 전소시킨 것은 아니었다는 설이 제기된다.

환도 후에는 월산대군의 옛 집(광해군 3년 이후로 경운궁, 지금 덕수궁 일부)을 임시로 사용하였다. 광해군 역시 정릉동행궁에서 즉위하였으며, 재정부담이 큰 경복궁 대신 창덕궁과 창경궁을 중건하여 그곳으로 이어하였다. 1623년 인조반정을 계기로 창덕궁을 법궁으로 삼고 경희궁을 이궁으로 삼으면서 이후의 역대 조선 국왕들은 대부분 창덕궁에서 정무를 보았다.

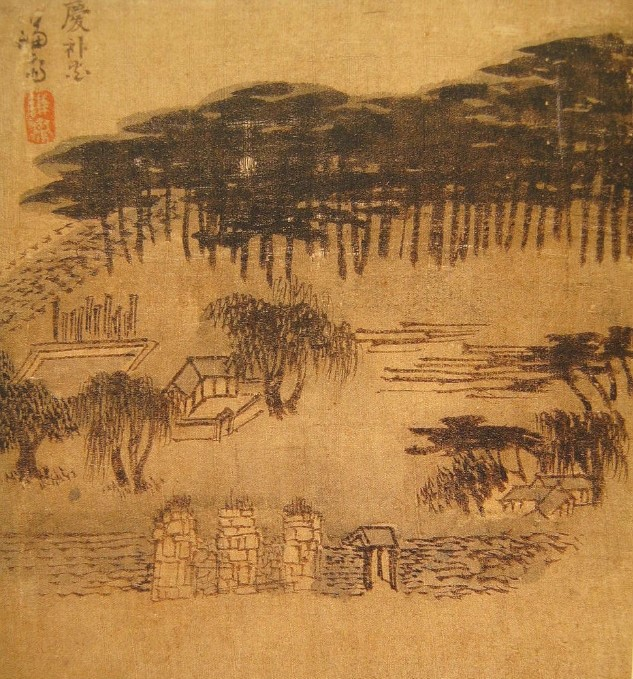
겸재 정선의 〈경복궁도〉 (1754년경). 광화문은 기단석축, 경회루는 밑기둥만 남은 채 울창한 숲으로 변한 모습이다.

임진왜란 이후 폐허가 된 경복궁을 문인들이 방문하여 옛터의 정취를 담은 시를 남기기도 하였는데, 김시민 (1681년~1747년)은 1709년 궁궐터에서 봄나들이를 하며 쑥국을 끓여먹었다는 시를 남겼고, 박제가는 〈성시전도시〉(城市全圖詩)에서 옛터에 모여든 백로와 소나무숲을 시 한 구절에 담았다. 한편 이 시기의 구체적 풍경은 겸재 정선의 〈경복궁도〉 (1754년)에서 확인할 수 있으며, 경회루의 석주나 광화문의 석축 등 일부 잔해를 비롯하면 숲과 수풀이 무성한 옛터가 되었음이 확인된다. 위백규의 《환영지》에 수록된 한양도 (1822년)을 비롯한 조선 후기의 여러 지도에서도 이름만 표기될 뿐 어떠한 건물도 남아 있지 않은 모습을 찾아볼 수 있다.
1724년 영조 대에 이르러 폐허가 된 경복궁을 관리하고, 의례가 치러지는 장소로 활용되었다. 우선 경복궁에 궁감(宮監, 궁궐지기)을 두어 관리하였으며, 가뭄 시 경회루의 연못을 준천하거나, 무성한 숲에서 함부로 나무를 베는 자는 처벌하는 등의 조치를 취했다. 그리고 근정전의 월대에서 차양을 친 뒤 과거시험, 진작례, 진하례를 비롯한 국왕이 친림하는 공식 의례들을 행하는 장소로 활용하였다.
경복궁에 대한 영조의 관심과 방문은 말년으로 갈수록 확대되어, 1763년 칠순을 맞이하여 치러진 진하례 이후로는 거의 매년 의례와 행사를 거행하였고, 1767년에는 경복궁 후원을 장리하여 이전까지 창덕궁에서 행해지던 친잠례(親蠶禮)를 열도록 하였다. 1770년 이후로는 특별한 일이 없더라도 출행하였는데, 군신간의 마찰이 있을 때 월대에 엎드린 채 환궁을 거부함으로서 자신의 권위를 행사하려는 공간으로 삼았다는 평가를 받는다. 영조 시기 경복궁에서 치러진 행사를 담은 회화로는 〈친림광화문근정전정시시도〉(1747년), 〈영묘조구궐진작도〉(1767년) 등이 꼽히며, 당시 관리가 이뤄지고 있던 근정전의 월대를 살펴볼 수 있다.

### 흥선대원군의 중건

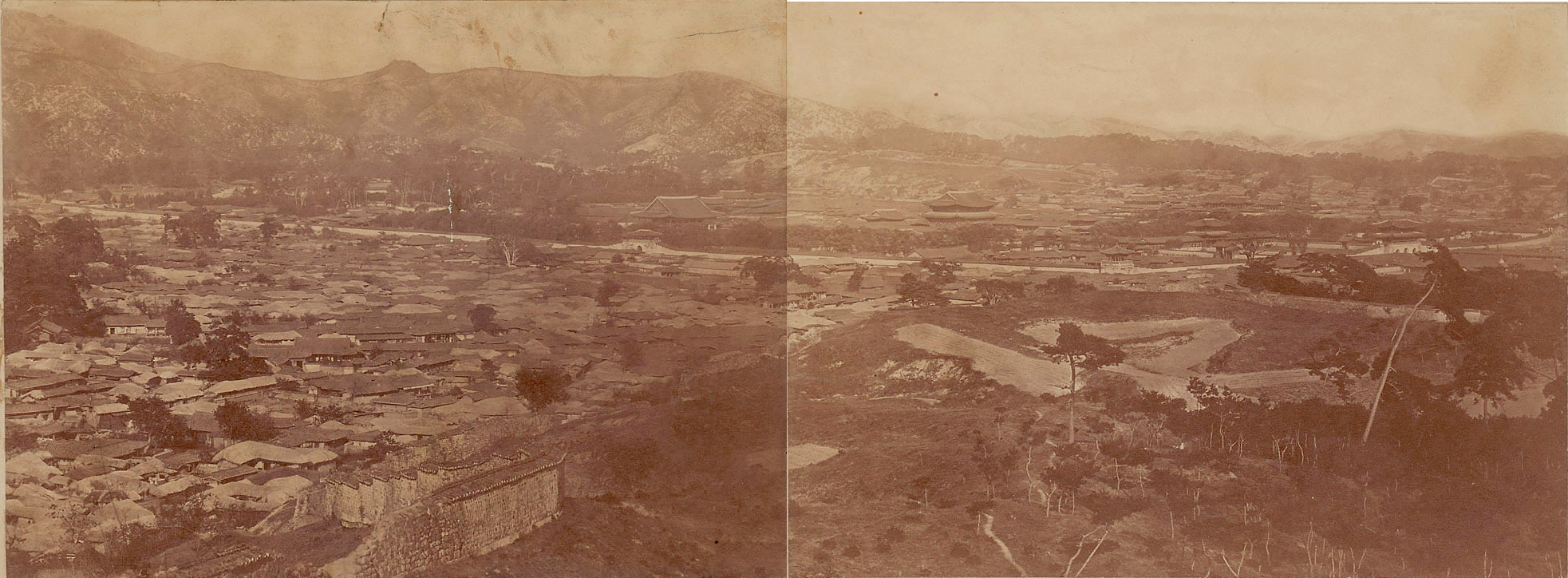
1886년 오가와 카즈마사가 촬영한 경복궁 전경

273년간 재건하지 못하던 경복궁은 1865년 4월 26일(고종 2년 음력 4월 2일) 고종의 수렴청정을 하던 신정왕후의 지시로 중건이 시작되어 같은 해 5월 7일(음력 4월 13일) 공역이 시작되어 1868년 6월 말에 공사를 마쳤으며, 7월 2일 국왕과 왕실의 경복궁 이어(移御)가 이루어져 정무를 개시하였다. 경복궁의 재건을 주도한 흥선대원군은 권력을 장악하였다. 공사를 마치기까지 당백전을 발행하는 등 7년이 넘게 걸렸는데, 경복궁에는 다른 궁궐과 마찬가지로 승정원, 홍문관 등 기타 여러 관아가 정비되어 있었다.
중건된 경복궁의 많은 건물은 그 뒤 몇 차례 소실되고 복구되기를 반복하였다. 고종 32년(1895년) 경복궁 건청궁에서 명성황후가 일본군에 시해당하고(1895년 을미사변), 이듬해 양력 2월에는 고종이 러시아 공관으로 파천하면서 경복궁은 왕궁으로서 운명을 다하게 된다.
이 시기 경복궁은 비록 왕이 머무르는 거처로 사용되지는 않았지만, 아무나 쉽게 드나들 수 없는 공간으로 관리되었다. 1903년에는 건물 수리를 위한 금액을 청구하기도 했다.

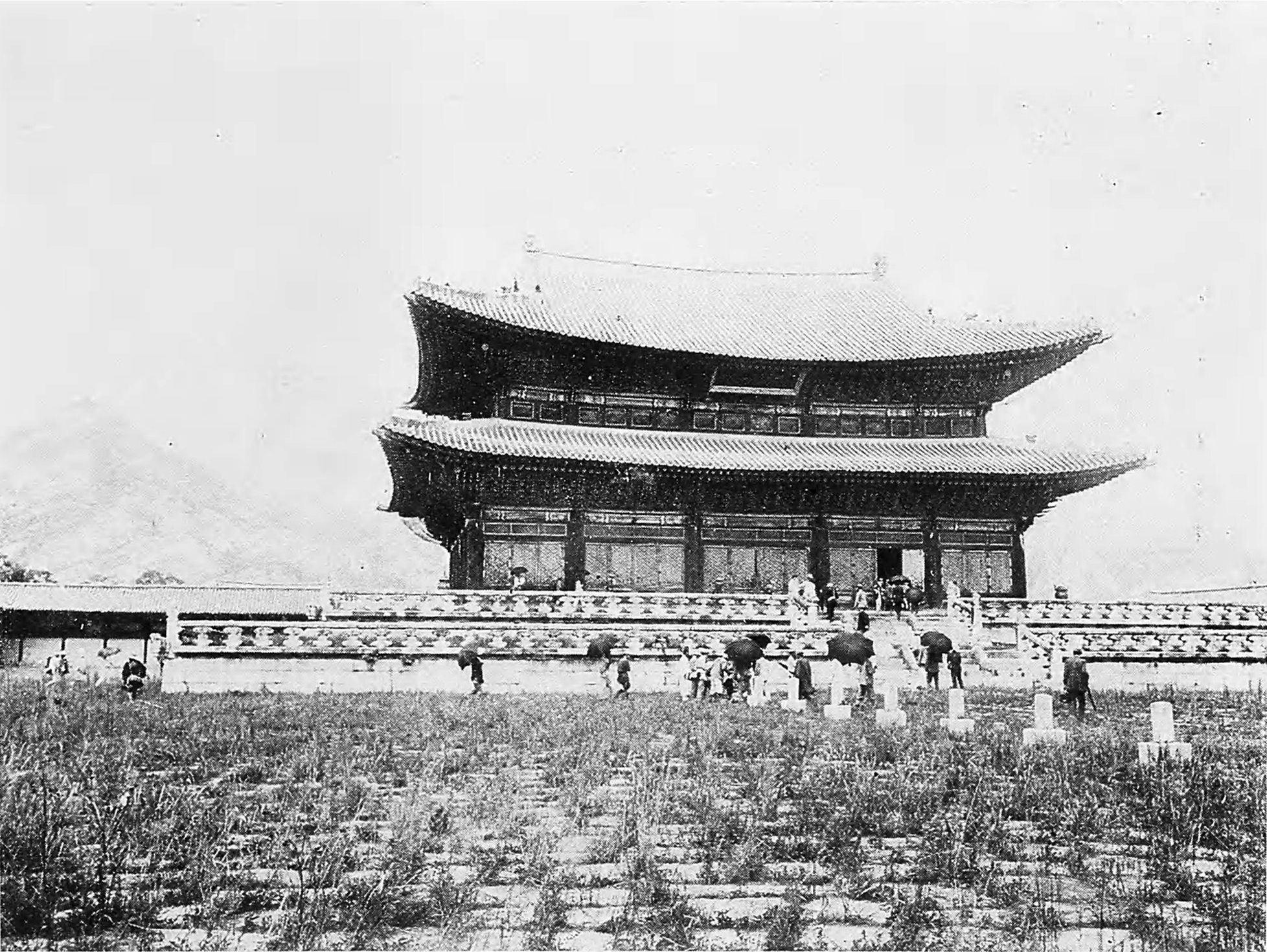
1906년의 근정전
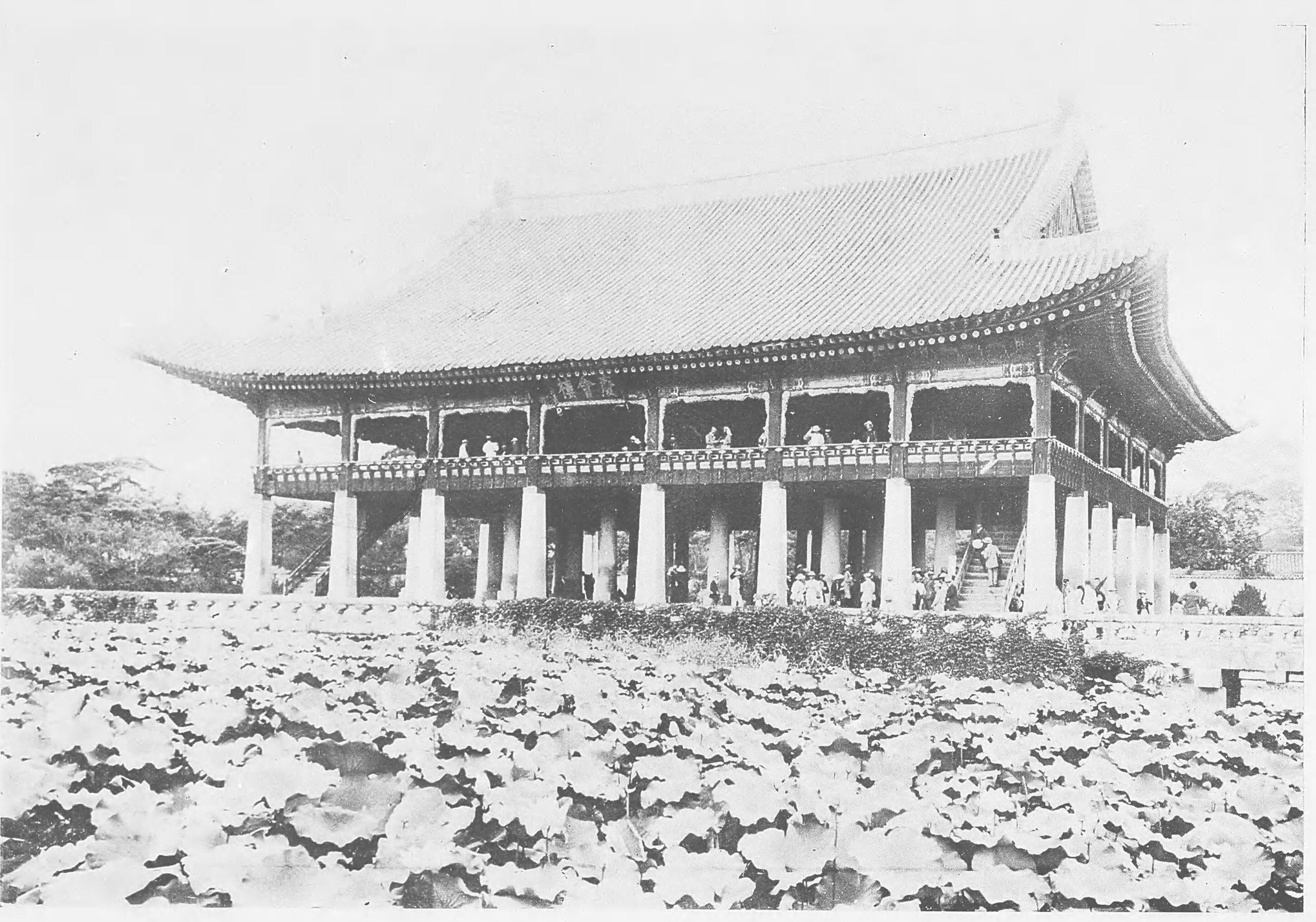
1906년의 경회루

### 일제강점기
1910년에 한일 강제 병합 이후 경복궁은 훼손되어 본 모습을 잃게 된다. 1910년 이후 경복궁 내의 여러 건물을 헐고 민간에 팔던 일제는, 1915년 9월 11일부터 10월 31일까지 이른바 '시정오년기념 조선물산공진회'를 경복궁 안에서 개최하면서 건물 4,000여 칸을 헐고, 그 자리에 5,200여 평에 달하는 18개소의 상품 진열관을 설치하였다. 전시회가 끝나자 일제는 경복궁 안에 궁궐 시설과 무관한 각종 석탑, 부도, 석등, 노승준 불상 등을 전국 각지에서 옮겨 배치하고 음악당을 설치하였으며, 1916년부터 조선총독부 청사를 짓기 시작하였다.
1917년 11월 10일, 창덕궁에 큰 화재가 나서 침전이 모두 불타버리자, 이를 복구한다는 명목으로 경복궁의 침전인 강녕전, 교태전, 연길당, 함원전, 경성전 등을 1918년부터 1920년 사이에 헐어내어 창덕궁의 침전 복구공사 재목으로 썼으며, 1918년부터는 왕권의 상징인 근정전, 사정전, 만춘전, 천추전을 유물 전시실로 이용하였다. 1916년부터 근정문 앞에 있던 흥례문과 영제교 등을 헐고 그 자리에 조선총독부 건물을 짓기 시작하여 1926년에 완공하였다. 총독부 청사 신축을 두고 조선내에서는 물론이고 일본인들까지 맹렬히 비난하여 여론을 환기시켰다. 이 과정에서 일제는 1927년 9월 경복궁의 정문인 광화문을 헐어 건춘문 북쪽으로 옮겼다.

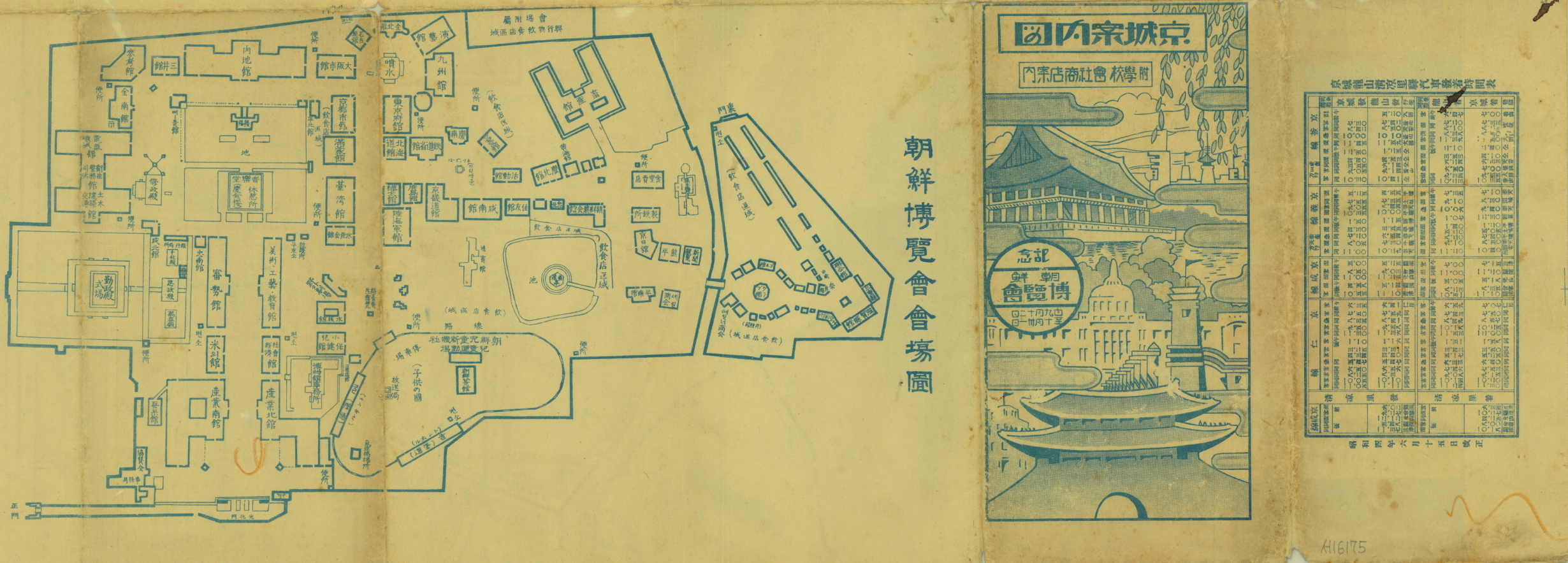
1929년 조선박람회 회장도

이 밖에도 일본인들은 1929년 5월에는 융무당(隆武堂), 융문당(隆文堂) 등을 헐어 한강로에 용광사를 지었으며, 1932년에는 선원전을 헐어 장충동에 이토 히로부미의 명복을 비는 사당인 박문사(博文寺)를 지었다. 1940년에는 건청궁터에다 미술관(옛 전통공예전시관)을 지으며 수많은 내전 건물들을 헐어버렸다.
일제 시대를 거치며 경복궁에 남게 된 건물은 1865년(고종 2년)에 건설한 건물로 건춘문, 천추전, 신무문, 동십자각이 있고, 1867년 건설한 건물로는 근정전, 사정전과 주변 회랑 및 행각, 제수합, 함화당, 경회루, 수정전, 경안당 등이 있으며, 1873년에 지은 건물로는 향원정, 집옥재, 협길당 등이 있다.

### 광복 이후

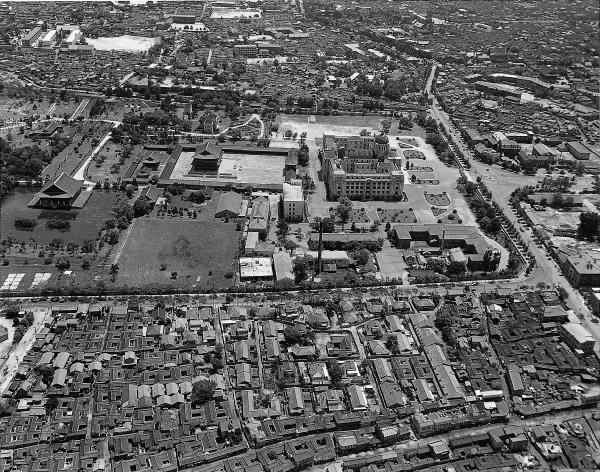
1965년 8월의 경복궁 전경. 국립박물관이 건설되지 않은 모습이다.

1950년대에 대통령 이승만의 낚시터로 경회루 북서쪽에 조선시대 기법의 목조건물 하향정(荷香亭)을 설치했으며, 1961년 5·16 군사 정변 당시 출동한 30사단 1개 대대병력이 수도경비사령부 30경비대대로 명칭을 바꾼 뒤 태원전 권역에 머물렀다. 30경비대대는 주둔 후 천막막사를 사용하였으나, 1965년 경복궁 서북쪽 일대에 간이건물 20동과 콘크리트 블록 5동 등 반영구막사를 건설했으며 30경비대대 구조물은 1996년 철수까지 이용되었다. 1963년 1월 21일 경복궁 일대를 사적 제117호로 지정 보호하였으나, 그 해 10월 문화재관리국이 한 해 3백만원의 입장료 수입으로는 현상유지도 힘들다며 경회루 동쪽 약 7천평의 잔디밭을 헐어 골프장과 휴게시설·식당·주점·잡화점 등의 신축 계획을 발표했고 이는 여론의 반발로 무산되었다.
1966년 1월 8일 정부는 선원전 영역에 문화재의 외형을 모방한 건물 외형을 조건으로 하는 국립종합박물관 현상설계를 공고했다. 같은 해 착공하여 1972년 완공했으나 고종 2년(1865년) 건립돼 해방 이후에도 남아있던 건물인 경안당, 대향당, 정훈당(동당) 등 9동 106칸의 전각을 철거했다. 1970년 5층 철근콘크리트조로 제2별관을 건설하였으며 후에 문화재연구소로 활용되다 2004년 철거되었다. 1979년 3층 철근콘크리트 건물인 후생관을 완공하였고, 문화재관리국청사 및 국립중앙박물관으로 이용되었다. 2005년 국립중앙박물관을 용산구로 이전하면서 덕수궁 석조전에 있던 궁중유물전시관을 옮겨 국립고궁박물관으로 사용되고 있다. 1982년에는 '역사상 수난의 현장에 대한 교육시설계획' 방침에 따라 건청궁 영역에 한식목조건물로 을미사변기록화전시각(2007년 건청궁 복원 시 철거)을 설치했다.
광화문은 1950년 한국 전쟁으로 문루가 타버리고 석축만 남아있던 것을 1963년에 원래 위치쪽에다 콘크리트 구조로 복원하였다.

### 복원사업
1990년에 들어서 2030년 완료를 목표로 경복궁 복원사업을 시작하였으나, 2045년으로 계획을 연장하였다. 1915년 조선총독부 미술관으로 건립되어 공진회 이후 박물관으로 사용된 철근콘크리트 건물을 1995년 철거하였으며, 1926년 건립된 조선총독부 청사를 1997년 철거, 1935년 건립된 조선총독부 미술관을 1999년 철거, 일제강점기 때 건립된 것으로 추정된 수정전 남측의 한식 건물인 무명각을 1998년 철거했다. 다만 조선총독부 박물관 창고로 건립(1915년)된 부속 건물은 현재 경복궁 관리소로 사용 중이다. 2010년 기준으로, 경복궁 1차 복원정비사업이 완료되어 89동 8987m2(2720평)의 건물이 복원됐다. 일제의 철거를 피해 남아 있던 건물 36동을 포함해 현재 총 125동의 건물이 들어서 고종 당시 경복궁 건물 500여 동의 약 25% 수준에 도달하였다. 2010년 9월 이후 광화문 권역이 완전히 개방되었다. 2011년부터 약 20년에 걸쳐 경복궁 전각을 76%까지 복원하는 2차 복원정비사업이 추진 중으로 1차 복원이 중심 건물들로 경복궁의 뼈대를 갖추는 것이었다면, 2차 복원은 임금의 수라간과 궐내각사 등 많은 부속건물을 지어 살을 붙이는 과정이다.

#### 1차 복원정비사업
지난 1990년 시작하여 당초 2009년 완료될 예정이었던 1단계 종합정비 사업은 총 1789억원의 예산을 투입하여 강녕전 등 93동 10,743.85 m2(3250평)를 복원할 계획이었다. 사업기간을 1년 연장한 2010년 기준으로 1572억원의 예산이 투입되어 89동 8987 m2(2720평)의 건물이 복원되었다. 일제의 철거를 피하여 남아 있던 건물 36동을 포함하여 현재 총 125동의 건물이 들어서 고종 당시 500여 동의 25% 정도 수준까지 도달하였다. 사업기간 중만성 옛 조선총독부 청사와 옛 조선총독부박물관(국립민속박물관), 옛 조선총독부미술관(전통공예전시관) 등을 철거하고 광화문을 이전 복원한 데서 나타나듯 일제의 유산인 네거티브 문화재를 철거하고 조선 정궁의 기본 궁제(宮制)를 완비하는 것이 1단계 종합정비 사업의 목표였다.
이에 따라 일제강점기에 훼손된 정전(正殿)과 편전(便殿), 침전(寢殿), 동궁(東宮), 빈전(殯殿) 등 경복궁 중심축의 복원이 추진되었다. 구체적으로 침전 권역(1990∼1995) 사업을 통하여 강녕전 등 12동의 건물이 복원됐으며 동궁 권역(1994∼1999) 사업 당시 자선당 등 18동의 건물이 세워졌다. 또한 근정전이 일제강점기 때 축이 틀어진 것을 고치려고 '근정전 정비공사'(200년~2003년)까지 복원을 하였고, 흥례문 권역(1996∼2001) 사업 당시 흥례문 등 6동의 건물이, 태원전 권역(1997∼2005) 사업으로 태원전 등 25동의 건물이 각각 복구되었다. 끝으로 광화문 및 기타 권역(2001∼2010) 사업으로 광화문과 건청궁 장안당 등 28동의 건물이 복원되었다.
- 1단계 (1990년 ~ 1995년 12월) : 침전 권역 복원 (강녕전, 교태전 등 12동 794평 복원)
- 2단계 (1994년 ~ 1999년) : 동궁 권역 복원 (자선당, 비현각 등 18동 352평 복원)
- 3단계 (1996년 ~ 2001년) : 흥례문 권역 복원 (흥례문 등 6동 517평 복원)
- 4단계 (1997년 ~ 2005년) : 태원전 권역 복원 (태원전 등 25동 496평 복원)
- 5단계 (2001년 ~ 2010년) : 광화문 및 기타 권역 복원 (광화문, 건청궁, 함화당, 집경당 등 32동 1,091평 복원)

광화문 제 모습 찾기 사업 (2006년 ~ 2010년) : 광화문 권역 복원

#### 2차 복원정비사업
문화재청은 2010년 1차 복원 정비 사업이 완료된 후 2011년부터 2030년까지 20년 계획의 제2차 경복궁 종합정비 사업을 추진할 계획이었으나, 15년 연장하여 2045년까지로 계획을 수정하였다. 계획기간을 6단계로 구분하여 단계별 세부시행계획을 수립 및 추진하며, 총 254동을 복원하고 총 사업비는 약 5,400억원이 소요될 것으로 추정된다. 중심 전각을 전면 복원하며 상대적으로 복원 의미가 떨어지는 지역으로 판단한 102곳은 기단 및 초석으로 복원할 계획이다.
사업이 완료되는 2030년까지 전체 379동으로 원래 규모의 75.8% 수준으로 복원하며, 5단계 선원전 일대 복원에서는 복원지의 대부분인 73동을 기단·초석으로 복원해 미복원한 상태로 둘 계획이었지만, 2045년으로 연장하면서 예산이 삭감되어 그 복원 규모도 축소되었다. 2013년 5월 중 문화재청은 예산의 효율적 활용이 필요하며, 관람객 동선에 영향을 준다는 이유를 들어 2010년에 수립된 기존의 계획을 대폭 삭감하는 "경복궁 2차 복원정비계획 조정안" 연구 용역에 착수했다. 권역별 대표 건물만 복원하고 부속 건물은 복구하지 않으며, 국립고궁박물관 철거 계획도 빠지는 것이 주 내용이다. 2015년 소주방 영역(내•외소주방등 18동)이 복원되었다.
단계별 사업 계획은 다음과 같다.
- 1단계 궁중생활권역 (소주방 및 흥복전 권역 등, 2011년 ~ 2021년) : 소주방 영역(내·외소주방, 대전생물방), 흥복전 영역(흥복전, 영훈당)등 총 28동 원형 복원, (빈궁소주방, 다경합, 원역처소)등 기단·초석으로 복원.
- 2단계 제왕교육권역 (동궁 및 오위도총부 권역 등, 2019년 ~ 2023년) : 동궁영역(계조당), 건춘문영역(수문장청 등), 오위도총부 영역(상의원, 오위도총부 등) 총 14동 원형 복원, (춘방, 계방, 별군직청)등 기단·초석으로 복원.
- 3단계 궁중통치권역 (궐내각사 권역 등, 2026년 ~ 2034년): 영추문 영역(영추문 및 수문장청 복원), 궐내각사 영역(빈청, 정원, 의약청), 등 총 14동 원형 복원 (국별장직소, 선전관청, 내반원) 등 기단·초석으로 복원.
- 4단계 궁중의례권역 (혼전 및 선원전 권역, 2031년 ~ 2042년): 문경전 및 회안전 영역(문경전), 신무문 영역(수문장청 등 3동, 측간 1동), 만경전 권역, 선원전 권역(선원전, 경안당), 등 총 23동 원형 복원, (회안전 영역, 제수합 행각, 만화당 영역, 건복합) 등 기단·초석으로 복원.
- 5단계 궁중방어권역 (동·서십자각 및 내사복 권역, 2040년 ~ 2045년): 서십자각 영역(서십자각 1동, 궁장복원), 동십자각 궁장 복원.

## 현지 안내문
조선시대 궁궐 중 가장 중심이 되는 왕조 제일의 법궁(法宮, 임금이 사는 궁궐)으로 태조 4년(1395)에 한양으로 수도를 옮긴 후 처음으로 세운 궁궐이다.
궁궐의 이름은 정도전이 『시경』에 나오는 “이미 술에 취하고 이미 덕에 배부르니 군자만년 그대의 큰 복을 도우리라”에서 큰 복을 빈다는 뜻의 ‘경복(景福)’이라는 두 글자를 따서 지은 것이다. 1412년 태종은 경복궁의 연못을 크게 넓히고 섬 위에 경회루를 만들었다. 이 곳에서 임금과 신하가 모여 잔치를 하거나 외국에서 오는 사신들에게 연회를 베풀었다.
태종의 뒤를 이은 세종은 주로 경복궁에서 지냈는데, 경회루 남측의 궐내각사 권역에 집현전을 짓고 학자들을 가까이 하였다. 또한 경회루의 남쪽에는 시각을 알려주는 보루각을 세웠으며, 궁궐의 서북쪽 모퉁이에는 천문 관측시설인 간의대를 마련해 두었다. 또한 흠경각을 짓고 그 안에 시각과 4계절을 나타내는 옥루기륜을 설치하기도 하였다.
경복궁은 임진왜란(1592)으로 인해 창덕궁·창경궁과 함께 모두 불에 탄 것을 1867년에 흥선대원군이 다시 세웠다. 그러나 1895년 궁궐 안에서 명성황후 시해 사건이 벌어지고, 고종은 러시아 공관으로 거처를 옮기면서 경복궁은 주인을 잃은 빈 궁궐이 되었다. 1910년 한일강제병합으로 국권을 잃게 되자 일본인들은 건물을 헐고, 근정전 앞에 조선총독부 청사를 짓는 등 궁궐의 대부분을 훼손함에 따라 점차 궁궐의 제 모습을 잃게 되었다.
일제강점기 이후 궁궐 안에 남아있던 주요건물은 근정문·근정전·사정전·천추전·수정전·자경전·경회루·제수각·함화당·집경당·향원정·집옥재·협길당 등이 있다.
중국에서 고대부터 전해 오던 도성(都城) 건물배치의 기본형식을 지킨 궁궐로서, 궁궐의 왼쪽(동쪽)에는 역대 왕들과 왕비의 신위를 모신 종묘가 있으며, 오른쪽(서쪽)에는 토지와 곡식의 신에게 제사를 지내는 사직단이 자리잡고 있다. 건물들의 배치는 국가의 큰 행사를 치르거나 왕이 신하들의 조례를 받는 근정전과 왕이 일반 집무를 보는 사정전을 비롯한 정전과 편전 등이 앞부분에 있으며, 뒷부분에는 왕과 왕비의 거처인 침전과 휴식공간인 후원이 자리잡고 있다. 이는 전조후침(前朝後寢)의 제도인데, 이러한 형식은 경복궁이 조선의 법궁으로서 특히 엄격한 규범을 나타내고자 했던 것으로 풀이된다.
비록 궁궐 안 대부분의 건물들이 없어지기는 하였지만, 정전·누각 등의 주요 건물들이 남아있고 처음 지어진 자리를 지키고 있어서, 조선의 법궁의 모습을 확인할 수 있는 중요한 유적지이다.

## 건축물
경복궁은 동서남북으로 4개의 대문들을 두고 중앙에 근정전, 그리고 동쪽으로 동궁과 자전, 서쪽으로 궐내각사와 경회루를 각각 배치하는 형태로 수십 채의 전각들이 건축되었다.

### 궁성
| 사진   | 설명 |
| ------ | --- |
|        | 광화문(光化門) 광화문은 경복궁의 남쪽에 있는 정문이다. 원래의 이름은 남문(南門)이었으나 , 세종 때에 와서 광화문으로 명칭이 바뀐다. '왕의 큰 덕(德)이 온 나라를 비춘다’는 의미로 광화문(光化門)이라 이름을 바꾸었다. 1395년에 만들어졌으며, 2층 누각인 광화문 앞의 양쪽에는 한 쌍의 해태 조각상이 자리잡고 있으나, 광화문 복원 공사를 하면서 잠시 이동하였다. 광화문에는 총 3개의 문들이 있는데, 가운데 문은 왕이 다니는 문이고, 나머지 좌우의 문은 신하들이 다니던 문이었다. 광화문의 천장에는 주작과 용과 거북의 그림이 그려져 있다. 2010년, 복원 공사가 완료되어 2010년 8월 15일 광복절에 공개되었다. 2021년부터 월대 복원을 발굴 공사가 진행중이다 |
|        | 건춘문(建春門) 건춘문은 경복궁의 동쪽에 있는 문으로, ‘동쪽은 봄에 해당한다’는 의미로 건춘문이라 이름하였다. 주로 왕족, 척신, 상궁이 드나들었던 문이었다. 건춘문의 앞에는 커다란 은행나무 한 그루가 자리잡고 있으며, 건춘문의 천장에는 청룡이 그려져 있다. 문 안에는 왕세자가 거처하던 춘궁(春宮)이 있었으며, 문 밖에는 왕실의 종친들을 교육하는 종학(宗學)이 있었다. 임진왜란 때 방화로 소실되었던 것을 흥선대원군이 재건하였다. |
|        | 영추문(迎秋門) 영추문은 경복궁의 서쪽에 있는 문으로, ‘서쪽은 가을에 해당하여 가을을 맞이한다’는 의미로 영추문이라 이름하였다. 문 밖에는 명당수가 흐르는 개울이 있었다. 주로 일반 관료들이 드나들었다. 영추문의 천장에는 백호가 그려져 있다. 문 안에는 궐내 각사가, 문 밖에는 궁궐에 물자를 조달하는 관청이 자리잡고 있었다. 1865년에 준공되었던 원래 영추문은 1926년에 전차 진동으로 인해 석축이 무너지고 얼마 뒤 철거된다. 1975년에 원 위치가 아닌 북쪽으로 50m 이전한 자리에 목조가 아닌 철근 콘크리트를 사용해 지었다. |
| 신무문 | 신무문(神武門) 신무문은 경복궁의 북쪽에 있는 문으로, ‘북쪽을 관장하는 현무’에서 따와 신무문이라 이름하였다. 신무문의 천장에는 현무가 그려져 있다. 그 이름처럼 음기가 강하다 하여 평소에는 굳게 닫아 두었다. 임진왜란 때 방화로 소실되었다가 흥선대원군이 재건하였다. 그 후 1961년 5·16 군사정변 이후 청와대를 보호한다는 명목으로 군부대가 경복궁 경내에 주둔하게 되면서 45년 동안 폐쇄되어 있었다. 현재 청와대 본관 정문하고 마주하고 있다. |

### 외조

#### 정전 권역
| 사진       | 설명 |
| ---------- | --- |
| 흥례문.jpg | 흥례문(興禮門) 흥례문은 정문인 광화문과 근정전의 정문인 근정문 사이에 있는 중간문으로, 정면 3칸, 측면 2칸의 중층 목조 건물이다. 1867년에 중건되었다가 일제강점기인 1910년대 초 철거되고 그 자리에 조선총독부 청사가 들어섰다가, 경복궁 복원 사업을 통해 옛 총독부 건물을 철거하고 복원 공사를 시작하여 2001년에 완공했다. |
|            | 영제교(永濟橋) 영제교는 근정문 앞을 흐르는 금천에 설치된 다리로 풍수지리사상에 입각하여 정전 안이 지엄하고 신성한 곳임을 나타내기 위해 정전의 외당 앞에 명당수를 흐르게 하고 그 물위로 다리를 설치한 것이다. 북악산에서 흘러들어온 물과 서쪽에서 들어온 물이 합쳐져 근정문 앞을 지나는 금천을 이루는데 영제교는 바로 이 금천에 설치한 다리이며, 덕수궁의 금천교, 창덕궁의 옥천교와 금천교도 같은 이치로 지어진 다리이다. 영제교의 길이는 13.85m, 너비는 9.8m 가량으로 비교적 넓으며 3칸으로 나뉘어 있는데 중앙이 3.4m, 그리고 양쪽이 각각 3.2m씩이다. 이 가운데가 바로 어도(御道, 왕의 길)로서 왕의 어가가 지나는 길이다. 다리 발은 홍예의 형태를 취했고 난간은 하엽동자로 돌난대를 떠받치게 하였으며 난간 전후 법도에는 4마리의 서수가 강바닥을 뚫어져라 감시하고 있다. 광화문 밖의 서수가 뿔이 보이지 않는 데 반해 영천교의 이 서수들은 뿔이 보이고 있는데 정전의 앞이기에 더욱 삼엄한 경비를 서고 있는 듯하다. |
|            | 기별청(奇別廳) 기별청은 근정문에 이르기 전 서쪽에 있는 작은 건물로 승정원에서 발행하는 관보의 성격을 띠는 기별지를 발행하는 곳이었다. 매일 아침에 각 관청의 기별서리들은 기별청에서 승정원에서 적어온 기별지를 베껴서 가지고 돌아갔다. 지방의 경우에는 기별군사라는 전령이 며칠 분량을 한꺼번에 가져갔다. 기별지에는 다양한 소식이 실렸는데 주로 임금이 받은 상소문과 그에 대한 답, 조정의 인사 내용, 과거 시험의 날짜 등이 적혀있었다. |
| 근정문.jpg | 근정문(勤政門) 근정문은 정전인 근정전의 정문으로 정면 3칸, 좌우로 각각 1칸씩의 옆문을 배치한 중층 구조로 되어 있다. 보물 제812호로 지정되어 있다. 근정문과 행각은 고종 4년(1867년)에 근정전과 함께 중건되었다. 일제강점기 때 좌우의 행각이 회랑으로 변형된 채로 현재에 이르고 있다. 왕이 궁궐 밖으로 행차할 일이 없는 평소에는 문을 닫아두었고 대신 관리들이 궁에 출입할 때는 좌우에 있는 일화문(日華門)과 월화문(月華門)을 이용하였는데, 음양으로 볼 때 태양을 뜻하는 문반 관료들은 동쪽의 일화문을, 그리고 달을 뜻하는 무반 관료들은 서쪽의 월화문을 통하여 출입하였다. 정전(正殿)인 근정전(勤政殿)과 정문(正門)인 광화문(光化門),中間門(중간문)인 흥례문(興禮門)을 잇는 문이다. |
| 근정전.jpg | 근정전(勤政殿) 근정전은 경복궁에서 문무백관의 조하(朝賀)를 비롯한 국가 의식을 거행하고, 외국 사신을 접견하던 정전이자 법전(法殿)이었다. 현재 근정전은 국보 제 223호로 지정되어 있는 현존하는 한국 최대의 목조 건축물이다. 정종, 세종, 단종, 세조, 성종, 중종, 명종 등 조선 전기의 여러 임금이 이곳에서 즉위하였다. 임진왜란 전에는 주변 회랑이 단랑(單廊)이었으나, 현재의 근정전은 복랑(復廊) 형식의 행각으로 둘러싸여 있으며, 마당에서 약간 북쪽에 상ㆍ하월대 위에 정면 5칸, 측면 5칸 규모로 지어진 다포계 팔작지붕의 중층 건물이다. 정전 앞 넓은 마당에는 거칠게 다듬은 박석(薄石)이 깔려 있고, 그 가운데로 난 어도(御道) 좌우로 문ㆍ무관이 신분에 따라 자리하는 아홉 쌍의 품계석이 놓여 있다. 조선 물산공진회때 용상이 훼손되었으나 2000년부터 2003년까지 있었던 근정전 해체공사 때 복원되었다. 근정전 건물 외관은 중층이지만, 내부는 층의 구분없이 전체가 트인 통칸으로 되어 있으며, 뒷면 내진주 중앙에는 어좌를 마련하였고, 그 뒤에는 일월오봉도 병풍이 있다. 천장 중앙에는 보개(寶蓋)를 마련하여 구름무늬를 그리고, 발톱이 7개인 칠조룡(七爪龍) 한 쌍을 만들어 달았으며, 건물 내부 바닥에는 전돌을 깔았다. 본래 건물 안에는 의장 기물이 가득 장치되어 있었으나 지금은 남아 있지 않다. |

#### 편전 권역
| 사진 | 설명 |   |
| ---- | --- | - |
|      | 사정전(思政殿) 사정전은 왕이 나랏일을 보던 편전의 중심 건물로 좌우의 만춘전(萬春殿)과 천추전(千秋殿)과 함께 편전을 이루고 있다. 다음은 사정전에 대한 정도전의 설명이다.\| “ \| 그 사정전(思政殿)에 대해서 말하면, 천하의 이치는 생각하면 얻을 수 있고 생각하지 아니하면 잃어버리는 법입니다. 대개 임금은 한 몸으로써 높은 자리에 계시오나, 만인(萬人)의 백성은 슬기롭고 어리석고 어질고 불초(不肖)함이 섞여 있고, 만사(萬事)의 번다함은 옳고 그르고 이롭고 해됨이 섞여 있어서, 백성의 임금이 된 이가 만일에 깊이 생각하고 세밀하게 살피지 않으면, 어찌 일의 마땅함과 부당함을 구처(區處)하겠으며, 사람의 착하고 착하지 못함을 알아서 등용할 수 있겠습니까? 예로부터 임금이 된 이는 누구나 높고 영광되고자 아니하고 위태롭고 악하고자 하였겠습니까마는, 옳지 못한 사람을 가까이 해서 계책이 옳지 못하였기 때문에 화패(禍敗)에 이르게 된 것이니, 진실로 생각하지 않았기 때문이옵니다. 시경(詩經)》에 말하기를, ‘어찌 너를 생각지 않으랴마는 집이 멀다.’ 하였는데, 공자(孔子)는 ‘생각함이 없는 것이다. 왜 멀다고 하리오.’ 하였고, ｢서경｣(書經)에 말하기를, ‘생각하면 슬기롭고 슬기로우면 성인이 된다.’ 했으니, 생각이란 것은 사람에게 있어서 그 쓰임이 지극한 것입니다. 이 전(殿)에서는 매일 아침 여기에서 정사를 보시고 만기(萬機)를 거듭 모아서 전하에게 모두 품달하면, 조칙(詔勅)을 내려 지휘하시매 더욱 생각하지 않을 수 없사오니, 신은 사정전(思政殿)이라 이름하옵기를 청합니다. \| ” \| \| \| — 《삼봉집》기09 경복궁, 또는 《태조실록》태조 3년 10월 7일 \| \| |   |
|      | 천추전(千秋殿) 천추전은 왕의 소편전(小便殿)으로 왕과 신하가 학문을 토론하던 장소이다. 사정전의 보조 역할을 하며 주로 가을과 겨울에 사용하였다. 때문에, 온돌이 없는 사정전과는 달리 천추전에는 온돌이 설치되어있다. 만춘천과는 좌우 대칭을 이룬다. 문종이 이 곳에서 승하하였다. 예전에는 사정전과 연결되어 있었다고 전해지나, 중건되면서 격리된 형태로 변했다. |   |
|      | 만춘전(萬春殿) 만춘전은 사정전을 보좌하는 부속 건물로서 임금이 신하들과 나랏일을 의논하거나 연회를 베풀던 편전(便殿) 가운데 하나이다. 천추전과 좌우대칭을 이루며, 주로 봄에 사용된 건물이였다. 천추전과 마찬가지로 온돌이 설치되어있다. 다만, 천추전과 달리 한국전쟁 때 폭격으로 파괴되어 터만 남아있다가 1988년에 복원하였다. 세종 때 만춘전에 일성정시의를 설치했다는 기록이 있다. |   |
| “    | 그 사정전(思政殿)에 대해서 말하면, 천하의 이치는 생각하면 얻을 수 있고 생각하지 아니하면 잃어버리는 법입니다. 대개 임금은 한 몸으로써 높은 자리에 계시오나, 만인(萬人)의 백성은 슬기롭고 어리석고 어질고 불초(不肖)함이 섞여 있고, 만사(萬事)의 번다함은 옳고 그르고 이롭고 해됨이 섞여 있어서, 백성의 임금이 된 이가 만일에 깊이 생각하고 세밀하게 살피지 않으면, 어찌 일의 마땅함과 부당함을 구처(區處)하겠으며, 사람의 착하고 착하지 못함을 알아서 등용할 수 있겠습니까? 예로부터 임금이 된 이는 누구나 높고 영광되고자 아니하고 위태롭고 악하고자 하였겠습니까마는, 옳지 못한 사람을 가까이 해서 계책이 옳지 못하였기 때문에 화패(禍敗)에 이르게 된 것이니, 진실로 생각하지 않았기 때문이옵니다. 시경(詩經)》에 말하기를, ‘어찌 너를 생각지 않으랴마는 집이 멀다.’ 하였는데, 공자(孔子)는 ‘생각함이 없는 것이다. 왜 멀다고 하리오.’ 하였고, ｢서경｣(書經)에 말하기를, ‘생각하면 슬기롭고 슬기로우면 성인이 된다.’ 했으니, 생각이란 것은 사람에게 있어서 그 쓰임이 지극한 것입니다. 이 전(殿)에서는 매일 아침 여기에서 정사를 보시고 만기(萬機)를 거듭 모아서 전하에게 모두 품달하면, 조칙(詔勅)을 내려 지휘하시매 더욱 생각하지 않을 수 없사오니, 신은 사정전(思政殿)이라 이름하옵기를 청합니다. | ” |
|      | — 《삼봉집》기09 경복궁, 또는 《태조실록》태조 3년 10월 7일 |   |

#### 궐내각사 권역
| 사진       | 설명 |
| ---------- | --- |
| 수정전.jpg | 수정전(修政殿) 수정전은 돌로 높고 넓게 기단을 쌓고 그 위에 건물을 세운 것으로, 원래 이 자리엔 세종대왕 때 훈민정음 창제의 산실이었던 집현전이 있었다. 1456년 세조가 왕위에 오른 후 집현전을 폐지하였고, 건물은 1592년 임진왜란 때 불탄 후 버려져 있었다. 1867년(고종 4년)에 건물을 다시 짓고 이름을 수정전이라 하였다. 왕이 나랏일을 보던 편전으로 추정되는 이 전물은 1894년 제1차 갑오개혁 때 군국기무처로 사용되었고 이후 내각의 청사로 사용되기도 하였다. 수정전은 지금은 홀로 남아 있지만 둘레에는 담 역할을 하는 긴 집채인 행각들이 200칸 가까이 있었고 주변에는 나랏일을 돌보던 여러 관청이 있었다. 서쪽에는 궁중의 경서, 문서 등을 관리하고 왕의 자문에 응하였던 옥당과 역대 왕들이 쓴 글과 옥새를 보관하고 서적의 수집과 출판을 담당한 검서청 등이 있었고 남쪽으로는 비변사의 당상관 등 신하들이 나랏일을 의논하던 빈청과 왕명 출납을 담당하던 승정원 등의 건물이 영추문에 이르기까지 즐비하게 자리 잡고 있었다. 수정전 좌측 앞에는 장영실이 자격루를 세웠던 곳이라는 표식이 세워져 있다. |

### 내전
내전은 왕과 왕비가 거처하던 곳으로 왕의 침소인 강녕전과 왕비의 침소인 교태전이 연결되어 있다. 자경전도 내전에 있는데 대왕대비, 즉 왕의 할머니의 거처이다.

#### 침전 권역
| “ | 강녕전(康寧殿)에 대하여 말씀드리면, ｢서경｣(書經) 홍범구주(洪範九疇)의 오복(五福) 중에 셋째가 강녕(康寧)입니다. 대체로 임금이 마음을 바루고 덕을 닦아서 황극(皇極)을 세우게 되면, 능히 오복을 향유할 수 있으니, 강녕이란 것은 오복 중의 하나이며 그 중간을 들어서 그 남은 것을 다 차지하려는 것입니다. 그러나 이른바 마음을 바루고 덕을 닦는다는 것은 여러 사람들이 함께 보는 곳에 있는 것이며, 역시 애써야 되는 것입니다. 한가하고 편안하게 혼자 거처할 때에는 너무 안일(安逸)한 데에 지나쳐, 경계하는 마음이 번번이 게으른 데에 이를 것입니다. 마음이 바르지 못한 바가 있고 덕이 닦이지 못한 바가 있으면, 황극이 세워지지 않고 오복이 이지러질 것입니다. 옛날 위(魏)나라 무공(武公)이 스스로 경계한 시(詩)에, \| “ \| 너의 벗한 군자를 보니 너의 얼굴을 부드럽게 한다. 잘못이 있어도 멀리 하지 아니하고 너의 방에 함께 있으니, 방 한구석에서도 부끄러움이 없다. \| ” \|라고 했습니다. 무공의 경계하고 근신함이 이러하므로 90을 넘어 장수했으니, 그 황극을 세우고 오복을 누린 것의 밝은 징험이옵니다. 대체로 공부를 쌓는 것은 원래가 한가하고 아무도 없는 혼자 있는 데에서 시작되는 것입니다. 원컨대 전하께서는 무공의 시를 본받아 안일한 것을 경계하며 공경하고 두려워하는 마음을 두어서 황극의 복을 누리시면, 성자신손(聖子神孫)이 계승되어 천만대를 전하리이다. 그래서 연침(燕寢)을 강녕전이라 했습니다. | ” |
|   | — 정도전, 《삼봉집》기09 경복궁, 또는 《태조실록》태조 3년 10월 7일 |   |
| “ | 너의 벗한 군자를 보니 너의 얼굴을 부드럽게 한다. 잘못이 있어도 멀리 하지 아니하고 너의 방에 함께 있으니, 방 한구석에서도 부끄러움이 없다. | ” |

| “ | 너의 벗한 군자를 보니 너의 얼굴을 부드럽게 한다. 잘못이 있어도 멀리 하지 아니하고 너의 방에 함께 있으니, 방 한구석에서도 부끄러움이 없다. | ” |

#### 연침 권역
| 사진   | 설명 |
| ------ | --- |
| 자경전 | 자경전(慈慶殿) 및 자경전 십장생 굴뚝 보물 809호인 자경전은 왕비의 정침(正寢)인 경복궁 교태전 동쪽에 자리잡고 있다. 왕이 세상을 떠나면 교태전에 있던 왕비는 대비로 높여져 정침인 교태전을 새로 중전이 된 왕비에게 물려주게 되는데, 이때 대비가 교태전에서 옮겨와 주로 머물던 곳이 자경전이다. 현존하는 침전 가운데 옛 모습을 간직한 유일한 건물로, 현재의 자경전은 조대비를 위해 경복궁을 중건하면서 고종 2년(1865년)에 지은 뒤 불에 탄 것을 고종 25년(1888년)에 재건한 것이다. 전면 마당 동ㆍ남ㆍ서쪽에는 각각 동행각, 남행각, 서행각이 일곽을 이루며 마당을 둘러싸고 있다. 자경전 뜰 앞 왼쪽에는 돌짐승 조각상이 있고, 오른쪽에는 배롱나무가 한 그루 있다. 자경전의 담장은 벽돌로 모양을 내어 꾸몄는데 대왕대비 조씨를 위해 지었던 건물인 만큼 만(卍), 수(壽), 복(福), 강(康), 녕(寧) 등의 글자들과 소나무, 국화, 거북 등, 연꽃, 대나무, 모란 등의 대왕대비의 수복강녕을 기원하는 의미가 있는 문양들로 이루어져 있다. 예를 들어 만(卍)의 경우 글자의 모양을 계속 그려나가면 끝이 없으므로 영원하다는 의미를 지니고, 거북 등 그림의 경우 장수하는 동물 중 하나가 거북이므로 역시 대왕대비의 장수를 기원하는 것이다. 자경전 후정 담의 중앙부에는 자경전 십장생(十長生) 굴뚝이 있다. 이 굴뚝은 담보다 한단 앞으로 나와 장대석 기단을 놓고 그위에 전돌로 쌓아 담에 덧붙어있다. 벽면 상부에는 소로 및 창방 서까래 모양을 전돌로 따로 만들어 쌓았고, 그 위에 기와를 얹어 건물 모양으로 만들고 십장생 무늬로 장식하였다. |
|        | 흥복전(興福殿) 흥복전은 경복궁의 대비전중 하나로 창의궁의 함일재를 옮겨왔다고 전해진다. 중건 후 왕의 공식적인 업무 및 행사를 보는 곳으로 쓰인다. 이후 신정왕후가 1890년(고종 27년) 이 곳에서 승하하였다. 이후 고종의 명에 따라 북행각이 경운궁 확장 자재로 쓰이고, 일제강점기 시절인 1917년 창덕궁에서 발생한 화재로 인한 내전 재건에 자재로 쓰이기 위해 본채 자체가 헐려 사라졌다가 2010년대에 복원하지만 흥복전의 (북, 서)행각은 복원되지 않았다. 궁궐 복원 중 처음으로 내부를 현대식으로 배치하였다. |
|        | 집경당(緝敬堂)과 함화당(咸和堂) 집경당과 함화당은 1860년대에 경복궁을 중건할 때까지만 해도 없었다. 그러다 1890년대에 원래 그 자리에 있던 춘희당과 보광당을 헐고 새로 지은 것이 집경당과 함화당이다. 일제강점기 때 동궁터에 지은 조선총독부 박물관을 운영하면서 사무실로 쓰기 위해 헐지 않고 남아 있었으나 전각 주변의 행각과 문을 헐렸다. 이후 2000년대 후반에 행각 복원을 하여 오늘에 이른다. 함화당과 집경당은 복도로 연결되어 있으며, 고종이 건청궁에 머물 당시 여기서 외국 사신을 접견했다는 기록이 남아 있다. |

#### 경회루 일대
| 사진          | 설명 |
| ------------- | --- |
| 경회루와 연못 | 경회루(慶會樓) 경회루는 경복궁에 있는 누각으로, 국보 제224호이다. 이곳은 조선 시대에 나라의 경사가 있을 때 대연회를 베풀던 곳으로, 지금의 청와대 영빈관에 해당된다. 지금의 경회루는 경복궁을 중건하면서 1867년에 새로 지은 건물로, 남북으로 113m, 동서로 128m가 되는 크고 사각진 인공 연못 안에서 동쪽으로 치우친 네모난 섬 위에 지은 정면 7칸, 측면 5칸 규모의 2층 누각 건물이다. 원래 경회루는 경복궁을 창건할 당시 서쪽 습지에 연못을 파고 세운 작은 누각이었는데, 태종 12년(1412년)에 연못을 넓히고 건물도 다시 크게 완성하였다. 태종은 창덕궁에서 정무를 보며 경복궁에 들어가기를 꺼렸으나, 중국 사신이 왔을 때 연회 장소를 마련하고자 이 누각을 지었다. 경회루는 단일 평면으로는 한국에서 가장 규모가 큰 누각이다. 이와 같이 거대한 규모의 건물을 물 속에 인공으로 조성한 섬에 세웠으면서도 그 기초를 견고히 하여 잘 견딜 수 있도록 한 점, 거대한 건물을 간결한 구조법으로 처리하면서도 왕실의 연회 장소를 합당하게 잘 치장한 점, 2층 누에서 인왕산, 북악산, 남산 등 주변 경관을 한눈에 바라 볼 수 있도록 한 점, 1층 건물 주변을 돌 대 방지(方池)의 물과 당주를 바라보며 감상토록 한 점 등이 높이 평가할 만하다. |

#### 미복원 전각
- 인지당
- 자미당
- 통화당

##### 만경전
만경전(萬慶殿)은 대왕대비의 침전인 경복궁 자경전 북쪽에 자리 잡고 있었다. 경복궁 창건 당시에는 존재하지 않았고, 고종 때 경복궁을 중건하면서 지어졌다. 대비전으로 기능했던 것으로 보인다.
1870년대에 두 차례에 걸쳐 발생한 내전 권역 화재에도 무사했기 때문에 한동안 고종이 강녕전을 대신하는 정침으로 사용하였다. 이후 이 곳에서 대왕대비 신정왕후의 팔순 진찬례를 열기도 했다.
북궐도형이 작성되던 1907년 당시엔 만경전 주위 행각들이 표시되어 있으나 1916년 조선물산공진회 당시 지도엔 본채만 남아있는 것으로 보아 그 사이에 복도각과 행각들이 전부 철거된 것으로 보인다.
그러다 일제강점기인 1917년 화재로 사라진 창덕궁 내전 영역을 복구하기 위해 훼철되었고, 본 건물은 현재 창덕궁 경훈각이 되어 있다.
문화재청은 2031년 ~ 2042년에 걸쳐 진행할 "궁중의례권역 복원 정비 사업"의 일환으로 만경전 영역의 행각과 복도각을 짓기로 하였다.

##### 만화당
만화당(萬和堂)은 대비전인 경복궁 만경전 북쪽에 자리 잡고 있었다. 경복궁 창건 당시에는 존재하지 않았고, 고종 때 경복궁을 중건하면서 지어진 것으로 보인다. 1897년에 고종의 지시로 경운궁으로 옮겨졌다. 그래서 북궐도형에선 지금은 없는 전각으로 표시되어 있다.
경운궁으로 옮겨진 만화당은 정침인 함녕전으로 불리게 된다.
원 만화당 전각은 1904년 경운궁 대화재 당시 소실되었고 이후 재건된 함녕전은 이전과는 약간 다른 모습으로 재건된다.

### 건청궁 권역
건청궁은 1873년 조선왕조 역대 임금의 초상화인 어진(御眞) 등을 보관할 목적으로 지어졌다가 1895년 명성황후 시해 사건인 을미사변이 있기까지 고종과 명성황후의 거처로 사용되었다. 을미왜변 이듬해인 1896년 고종이 러시아 공관으로 거처를 옮긴 후 일제는 1909년 건청궁을 철거하고 그 자리에 조선총독부 미술관을 지었는데, 이 미술관은 해방 후 한동안 국립현대미술관으로 사용되다가 1998년에 철거됐다. 2007년 10월 18일 일제가 철거한 건청궁이 복원돼 일반인에게 공개됐다. 건청궁 복원공사는 경복궁 복원·정비사업의 5단계 사업인 광화문 및 기타 권역 복원·정비계획의 일환으로 2004년 6월에 시작돼 3년 4개월 만에 완공됐다.
고종은 건청궁을 왕의 사비인 내탕금으로 건립했다. 고종이 흥선대원군을 벗어나 친정을 선언한 1873년에 지어졌다는 점 등으로 인해, 건청궁 창건은 정치적 자립 선언으로 풀이되기도 한다. 건청궁은 창덕궁 연경당 및 낙선재와 더불어 일반 사대부의 저택과 유사하게 안채와 사랑채로 구분된 건축 형식을 지니고 있으며, 왕의 거처인 장안당과 왕비의 거처인 곤녕합, 그리고 부속 건물인 복수당 등이 배치돼 있다. 뜰에는 고종이 즐겨 먹었다고 해서 이름이 붙은 '고종시' 감나무가 경상남도 산청군의 기증으로 식재되어 있다.
2007년 복원 이후 목재가 썩는 등의 현상이 보였고, 조사 결과 지붕이 잘못지어져 누수되는 것으로 알려져 부실 복원 논란이 일었다.
| 사진   | 설명 |
| ------ | --- |
| 장안당 | 장안당(長安堂) 장안당은 고종황제의 침전이다. 사랑채의 개념으로 지어졌다. '오랫동안 평안하다'는 뜻의 장안당은 27칸, 측면 3칸, 7량의 건물이다. 장안당에는 북행각과 동행각이 딸려 있는데 북행각은 1887년 미국의 에디슨전기회사가 발전기를 설치해 한국 최초로 전깃불을 밝힌 곳으로 유명하다. 을미사변 당시, 고종은 이 곳에 감금된 상태였다고 전해진다. |
|        | 곤녕합(坤寧閤) 곤녕합은 명성황후의 침전으로 민가의 안채에 해당된다. 곤녕합 내부에는 문화재청이 의뢰해 무형문화재 장인들이 궁중유물기준에 따라 복원한 자개침대 등 궁중생활용품 300여점이 전시되어 있다. 장안당과는 복도각을 통해 연결되어 있다. 곤녕(坤寧)은 '땅이 편안하다'는 뜻으로 왕비의 덕성을 표현하는 것으로 자금성의 곤녕궁에서 이름을 따온 것으로 추정된다. 곤녕합의 남쪽 누각인 옥호루(玉壺樓)는 명성황후가 시해되었던 장소로 알려져 있다. |
|        | 복수당(福綏堂) 복수당은 별채에 해당되는 건물이다. 궁인들의 거소로 추정된다. |
|        | 관문각(觀文閣) 관문각은 고종의 서재로, 원래 전통적인 목조건물 관문당이었다. 그러다 1891년에 러시아 건축가 아파나시 세레딘사바틴의 설계로 개축되었다. 경복궁 안의 유일한 서양식 건물로, 2층 규모인 것으로 알려졌다. 관문각은 양관이라 불리며 주로 외국인을 접견하기 위한 장소로 쓰였다. 다만 공사 과정에서 관리들의 비리와 부실 공사가 도마에 오르기도 했다. 결국 부실공사로 1901년 헐리게 되면서 그 존재 자체에 대해 알려지지 않아 경복궁 복원 계획에서 제외되었고, 이후 건청궁 복원 사업이 진행될 때도 복원되지 못하고 현재 터만 복원되었다. 1992년 1월 관문각의 존재가 사진첩 등을 통해 확인되었다. |
| 향원정 | 향원정(香遠亭) 향원정은 경복궁 후원에 있는 누각이다. 2층 규모의 익공식(翼工式) 기와지붕. 누각의 평면은 정육각형이며, 장대석(長臺石)으로 단을 모으고, 짧은 육모의 돌기둥을 세웠다. 1층과 2층을 한 나무의 기둥으로 세웠으며, 기둥과 기둥 사이에는 4분합(四分閤)을 놓았다. 특히 연못을 가로질러 놓인 다리는 향원정의 아름다움을 더해 준다. 1867∼1873년에 세운 것으로 추정된다. 고종이 건청궁을 지을 때 옛 후원인 서현정 일대를 새롭게 조성하였는데 연못 한가운데 인공의 섬을 만들고 그 위에 육각형 정자를 지어서 ‘향기가 멀리 퍼져나간다’는 향원정(香遠亭)이라 불렀다. 향원지를 건너는 다리는 “향기에 취한다”는 뜻의 취향교(醉香橋)이다. 취향교는 조선시대 연못에 놓인 목교로는 가장 긴 다리이다. 원래는 취향교가 북쪽에 있어 건청궁쪽에서 건널 수 있었으나 일제강점기 당시 이를 허물고 일본풍으로 나무 적심 위에 간이다리를 새로 놓는다. 이 다리는 이후 6.25 전쟁때 파괴되었다가 1953년에 관람 편의를 위하여 본래의 자리가 아닌 향원정 남쪽에 다시 세워졌었다. 그 뒤 2017년부터 약 4년에 걸친 향원정 보수공사 때 원래의 위치인 북쪽에 아치형 목교로 다시 지었다. 향원지의 근원은 지하수와 열상진원샘이며, 이 물은 경회루의 연지로 흘러 가도록 되어 있다. |
|        | 집옥재(集玉齋) 집옥재는 고종이 개인 서재 겸 전용 도서실로 사용하던 건물이다. 신무문의 동쪽에 있으며 정면 5칸, 측면 4칸 규모로 처마 서까래 위에 덧서까래를 달아 꾸민 겹처마에 건물의 측면 좌우 끝에 박공을 달아 벽면 상부가 삼각형으로 된 맞배집으로 도리가 7개로 된 지붕틀을 쓴 칠량 구조다. 경복궁의 다른 전각들과 달리 중국식 양식으로 지어졌다. |

### 빈전•혼전 권역

#### 태원전
| 사진 | 설명 |
| ---- | --- |
|      | 태원전(泰元殿) 태원전은 왕의 비빈들이 살던 곳으로, 태조 이성계의 어진(御眞: 임금의 화상)이 봉안됐던 곳이자, 명성황후의 빈전(殯殿)으로도 활용되었다. 빈전은 빈소의 높임말로, 왕이 죽으면 능으로 옮기기 전까지, 그곳에서 시신을 모시고 의례를 치렀다. 그러나 태원전은 20세기 초에 철거되어, 그 자리에 일본군과 미군 뿐만 아니라, 청와대가 바로 뒤인 관계로 97년까지 한국군도 주둔해 있었다. 현재 옛 모습대로 건물이 복원되었다. 고종 때 태원전의 건축 이유는 왕의 적통이 아니라 입양된 고종이 자신의 정통성을 내세우기 위해 건설한 것으로 알려져 있다. 경복궁의 서북쪽 일대는 빈전(殯殿)이나 혼전(魂殿), 영전(靈殿) 같은 제사와 관련된 전각들이 자리 잡고 있었다. 빈전은 왕실에 돌아가신 분이 있을 때 관을 모셔두는 곳이고 혼전은 종묘에 모실 때까지 만 2년 동안 위패를 모시는 곳이며, 영전은 돌아가신 분의 초상화를 모시고 제사를 지내는 곳이다. 태원전은 조선을 건국한 태조 이성계의 초상화를 모시던 건물이다. 나중에는 빈전이나 혼전으로도 쓰였다. 이곳은 궁 안 외진 곳이어서 한적한 분위기를 자아내고 있다. 고종은 태원전 재실인 공묵재에 머물면서 신하들을 만나보는 일이 많았다. 태원전 건물은 20세기 초에 철거되었다가 지금 옛 모습대로 건물이 복원되었다. 건물은 제사 지내는 집답게 단정하고 엄숙한 외관을 갖추고 있다. |

#### 미복원 전각
- 문경전
- 회안전

### 동궁 권역
동궁은 왕세자와 왕세자빈의 생활공간이며, 왕세자의 교육이 이루어지던 곳이다. 동궁은 세자궁이라 불리기도 하였으며 자선당(資善堂)과 비현각(丕顯閣)이 주 전각이고, 세자의 교육을 담당하는 세자시강원(춘방)과 경호 임무를 수행하던 세자익위사(계방) 등으로 이루어져 있다. 경복궁 창건 시에는 궁내에 동궁이 마련되지 않았으며, 세종대(1427년)에 와서 창건된다. 자선당에서는 문종의 장자 단종과 연산군의 장자 이황이 태어났으며, 덕종, 세자 시절의 연산군, 연산군의 세자 이황, 인종, 순회세자, 효장세자 등이 거처하였다. 또한 고종 대 경복궁 중건 후에는 순종이 거처를 하였다. 현재의 동궁은 1999년 자선당과 비현각 영역이 복원되었고, 2023년에 계조당 영역이 복원되었다.
| 사진   | 설명 |
| ------ | --- |
| 자선당 | 자선당(資善堂) 자선당은 세자와 세자빈의 거처다. 입구를 바라봤을 때 오른쪽 방에 세자가 살았으며, 맞은 편인 왼쪽 방에 세자빈이 살았다. 일제시대 당시, 건물 전체가 일본에 건너가 이왕가박물관으로 쓰이다가 1923년 관동대지진으로 터만 남아 버려져 있던 것을 1995년에 반환받아 현재 건청궁 옆으로 옮겨두었다. 현존 건물은 1999년에 새로 지은 것이다. |
|        | 계조당(繼照堂) 계조당은 여러 행사 때 왕세자가 축하를 받는 곳으로 사용하였다. 이후 일제강점기를 거치며 사라졌고 한 때 빈 터로 남아있었으나 "경복궁 2차 복원 정비 사업"의 일환으로 2023년에 복원되었다. |
|        | 비현각(丕顯閣) 비현각은 크고 밝은 전각이란 뜻으로 세자가 스승을 모시고 학문을 연마하던 곳이다. 1915년 자선당과 함께 철거되었다. 현존 건물은 1999년에 새로 지은 것이다 |

### 선원전 권역 / 미복원

#### 선원전
선원전(璿源殿)은 역대 왕들의 어진을 모시고 제사 지내던 진전(眞殿)이었다.
선원전은 고종 대 경복궁 중건 당시 세워졌으며 지금의 국립민속박물관 자리에 있었다. 일제강점기 직후 경복궁의 소유가 조선총독부로 넘어가면서, 일제는 선원전 주변의 부속 건물과 행각들을 대부분 철거했다. 1931년에는 이토 히로부미를 기리는 절인 박문사를 장충단에 지으면서 선원전 본채를 옮겨다 사용했다. 건물은 광복 직후에 화재로 불타 없어졌다. 1960년대 대한민국 정부는 당시 국립중앙박물관을 선원전 영역에 지으면서 이 일대에 그나마 남아있던 경안당 등의 전각들을 철거하고 박물관을 지었다. 이 공사로 인해 당시까지 남아있던 선원전 유구가 심하게 훼손되었다. 문화재청은 2031년 ~ 2042년에 걸쳐 진행할 "궁중의례권역 복원 정비 사업"의 일환으로 국립민속박물관 건물을 철거하고 선원전 및 혼전 영역의 건물 23동을 짓기로 하였다.

### 북원
2022년 8월 말 문화재청은 ‘경복궁 후원 기초조사 연구’를 시작해 (사)한국건축역사학회 등에 용역하여 2022년 8월 25일부터 12월 23일까지 조사하였다.

#### 경농재 권역
문화재청의 후원 기초조사를 통해 경농재 권역의 위치는 청와대 경호실 A동 북쪽 건물 상부와 영빈관 건물 가장자리 쪽에 지희실, 관풍루, 경농재, 대유헌 등 건축물이 위치하였던 것으로 확인되었다.

## 기타

### 영결식
1974년에는 육영수의 영결식이, 1979년에는 박정희 전 대통령의 영결식이, 2006년에는 최규하 전 대통령의 영결식이, 2009년에는 노무현 전 대통령의 영결식이 흥례문과 광화문 사이의 공간에서 열렸다.

### 전면개방
2018년 12월 이전까지 경복궁으로 출입할 수 있는 문은 남쪽의 광화문, 북쪽의 신무문, 동쪽의 국립민속박물관 출입문 등 총 세 곳이었다. 2018년 12월, 경복궁과 서촌 지역 방문 관람객의 편의를 높이고 경제 활성화를 위해  추가로 서문 영추문을 43년 만에 개방하면서 경복궁의 동·서·남·북 모든 곳에서 출입이 가능해졌다.

### 야간개장
2010년 서울 G20 정상회의의 성공적인 개최를 기원하기 위해 시작된 것으로, 2010년 11월 9일에 처음으로 야간 개장이 실시되었다. 이후 정례화되어 연 2회 실시되었으나, 입장객의 제한없이 개방하자 하룻밤에 4만여명이 방문하기도 했다. 특히, 술판을 벌이거나 쓰레기를 버리는 일부 관람객들의 태도때문에 논란이 크게 일며, 문화재청이 대책없이 성급하게 추진했다고 비판의 목소리가 있었다. 2014년부터는 하루 최대 관람 인원을 1500명으로 제한하고, 월 2회 총 48일간 실시된다. 2021년 4월부터 진행된 2021년 상반기 경복궁 야간 관람은 하루 최대 관람 인원을 2000명(사전 예매 1700명, 현장 발권 300명)으로 제한하였다.

### 정기휴관
경복궁은 다른 궁과 달리 화요일에 정기휴관을 실시한다.

### 대중문화
- 1997년 게임 - 더 킹 오브 파이터즈 '97
- 2012년 영화 - 광해, 왕이 된 남자(근정전,광화문등만)
- 2017년 게임 - 오버워치 붉은 닭의 해 이벤트
- 2017년 애니메이션 - 스티븐 유니버스 근정문
- 2018년 드라마 - 황후의 품격 대한제국 황궁
- 2019 영화 - 천문: 하늘에 묻는다 조선의 정궁.
  - 킹덤 - 창덕궁과 합성됨 (CG로 인정전이 근정전으로 바뀜)

## 사진

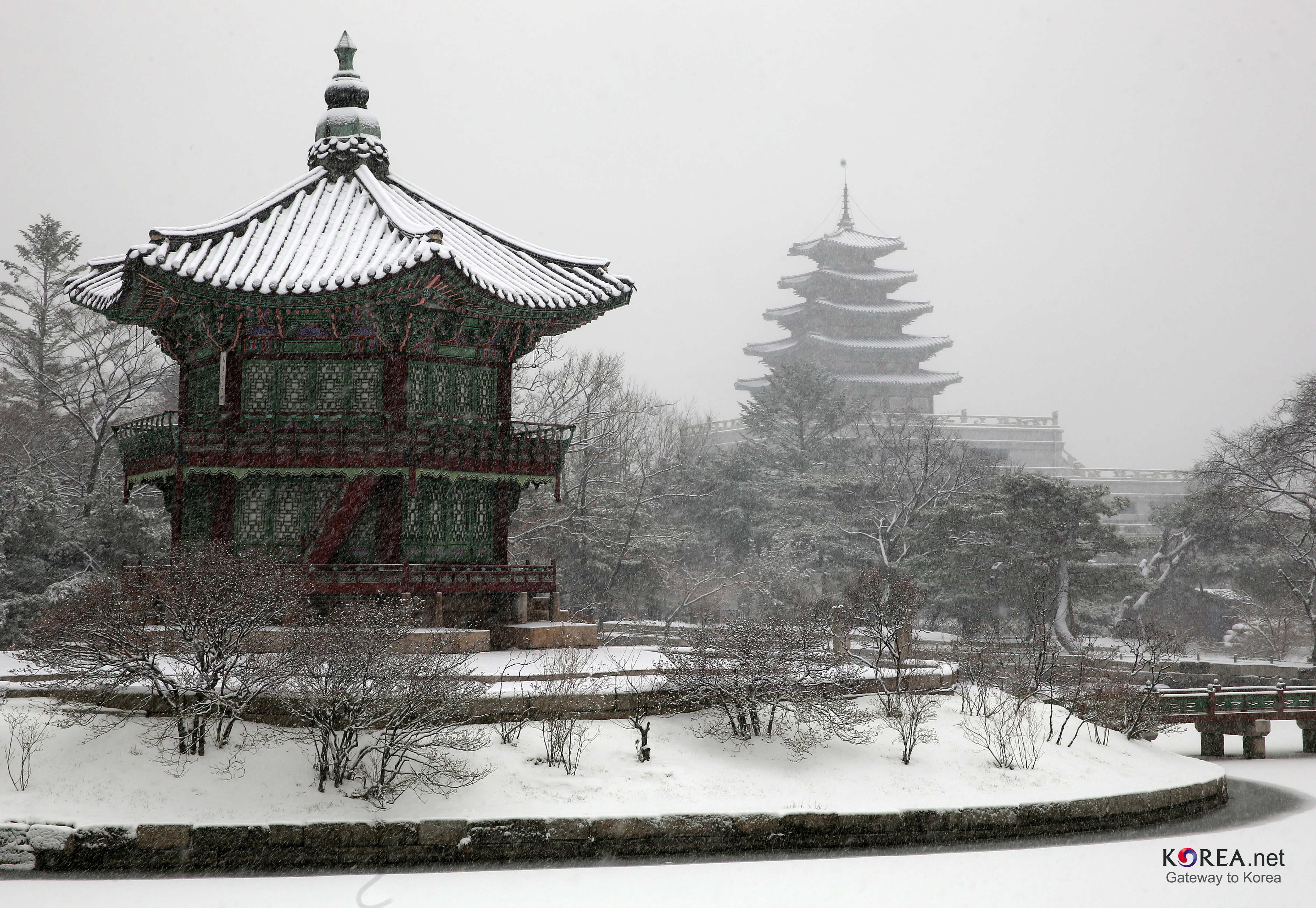
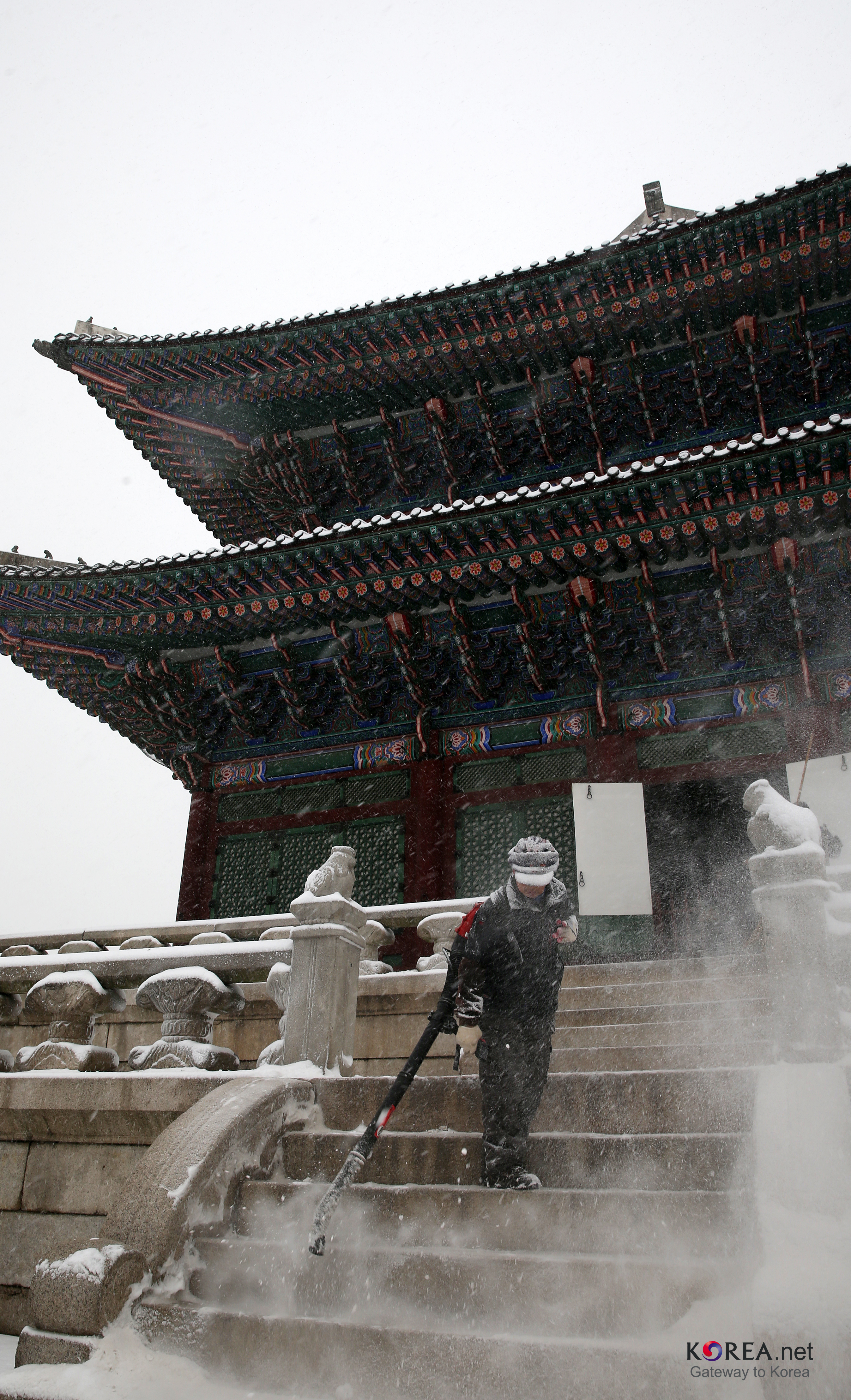
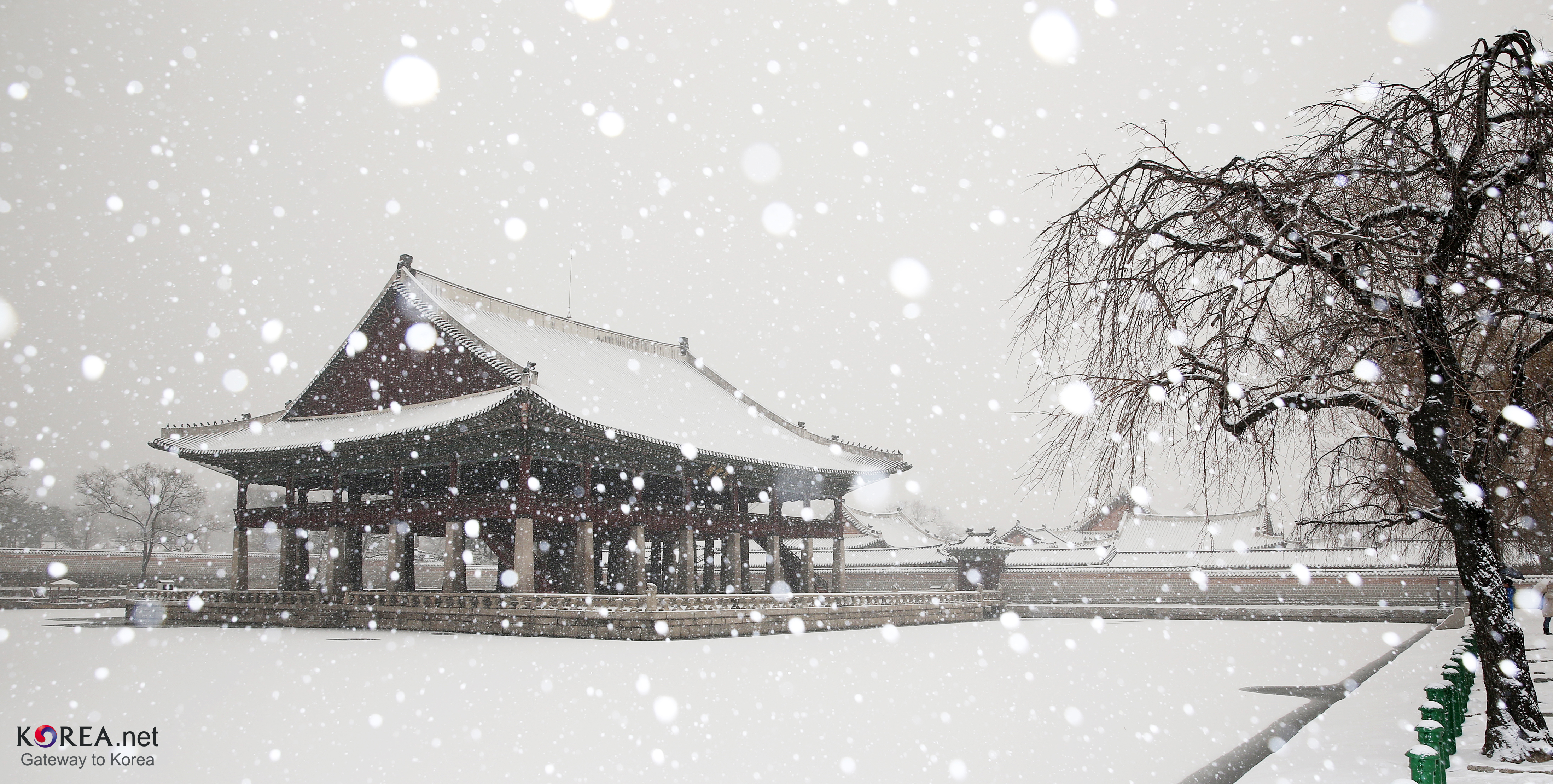
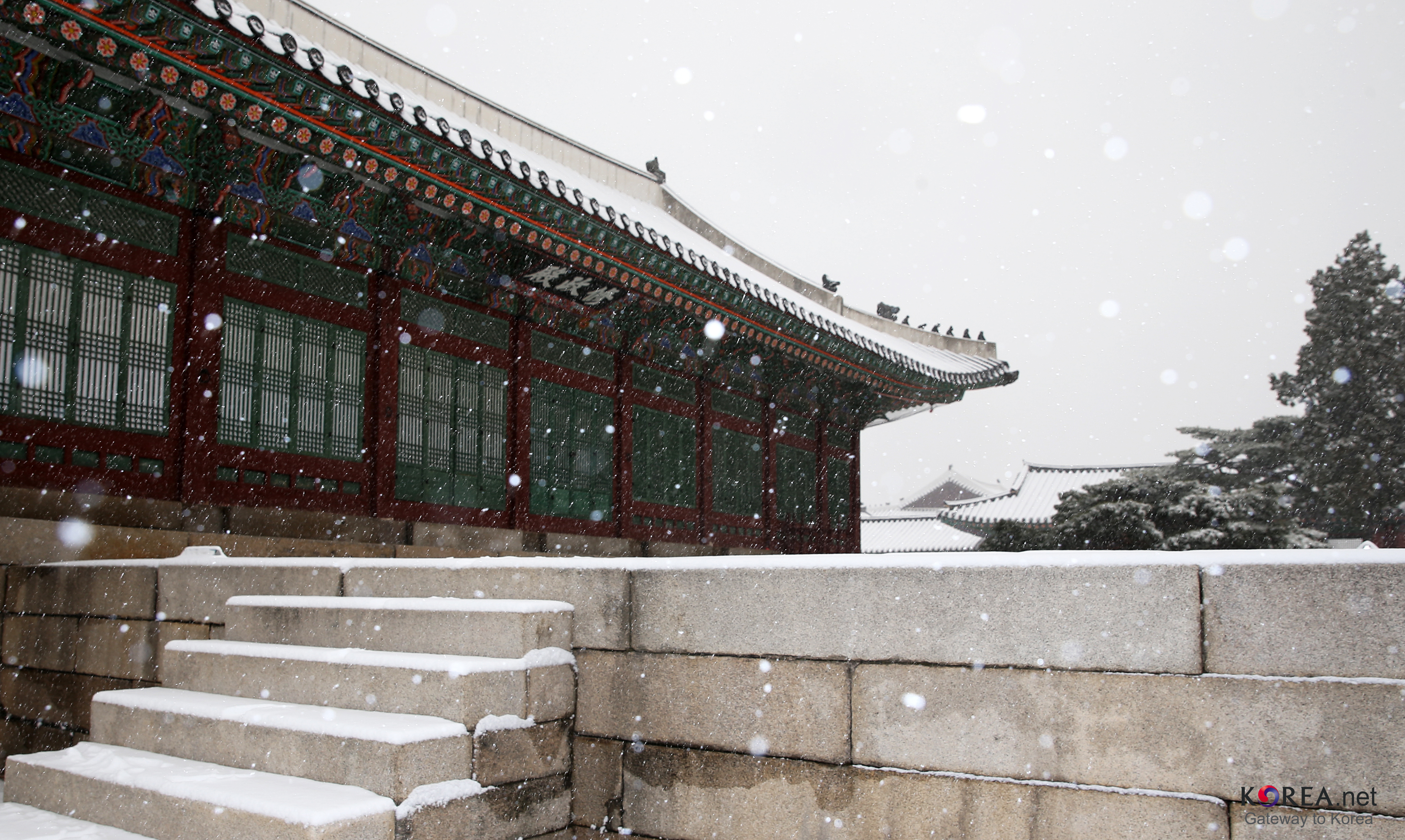
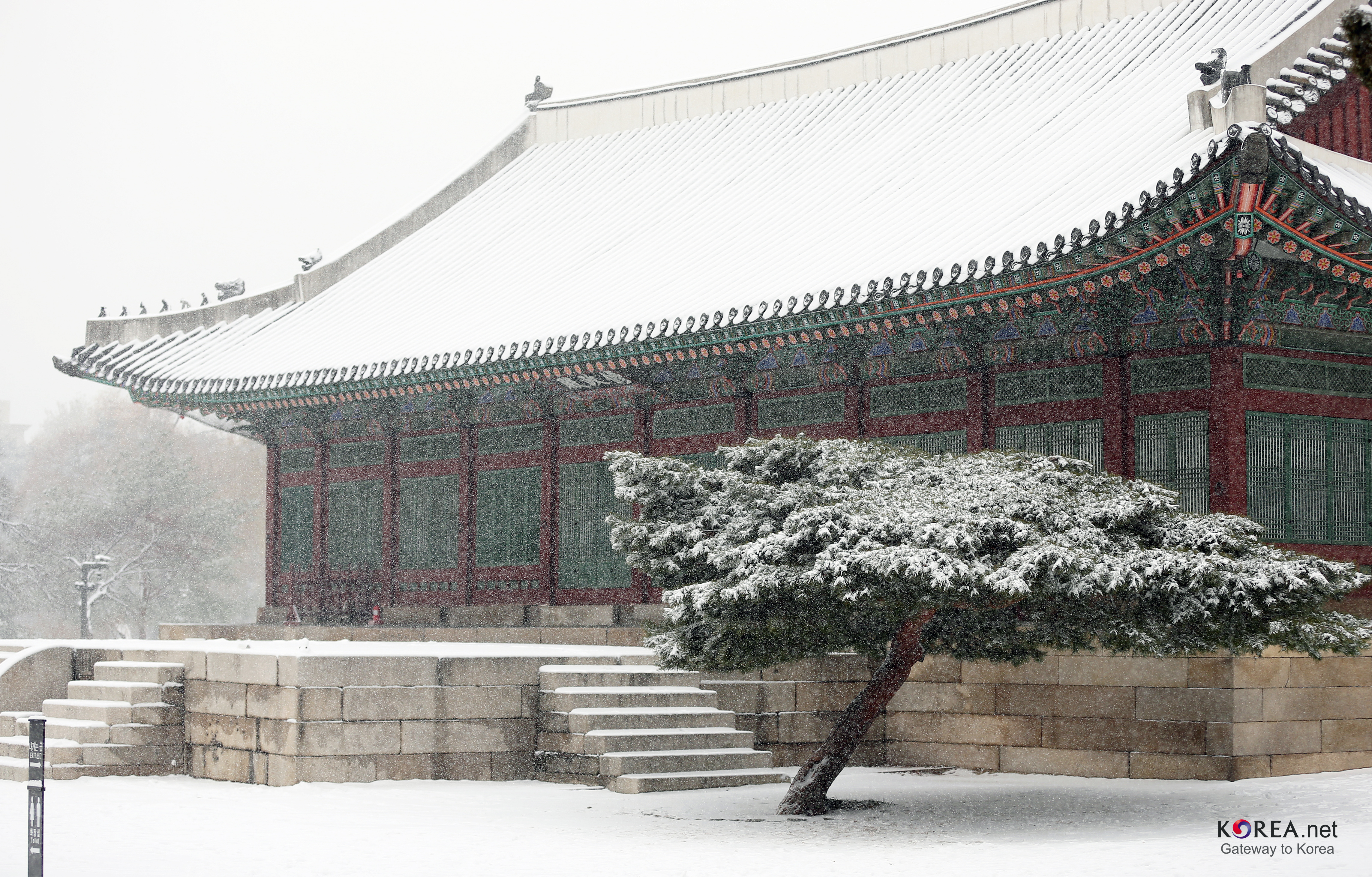
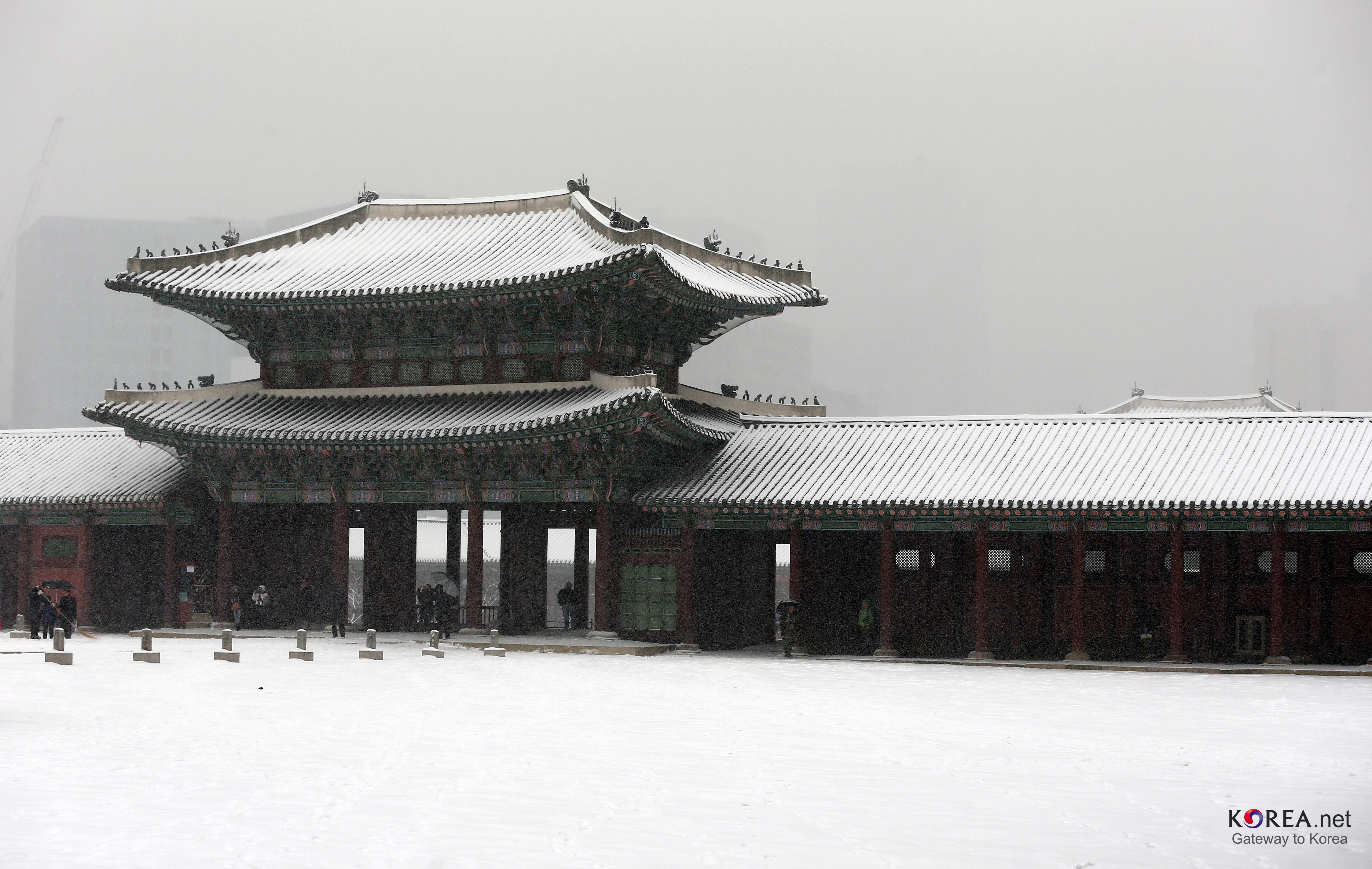
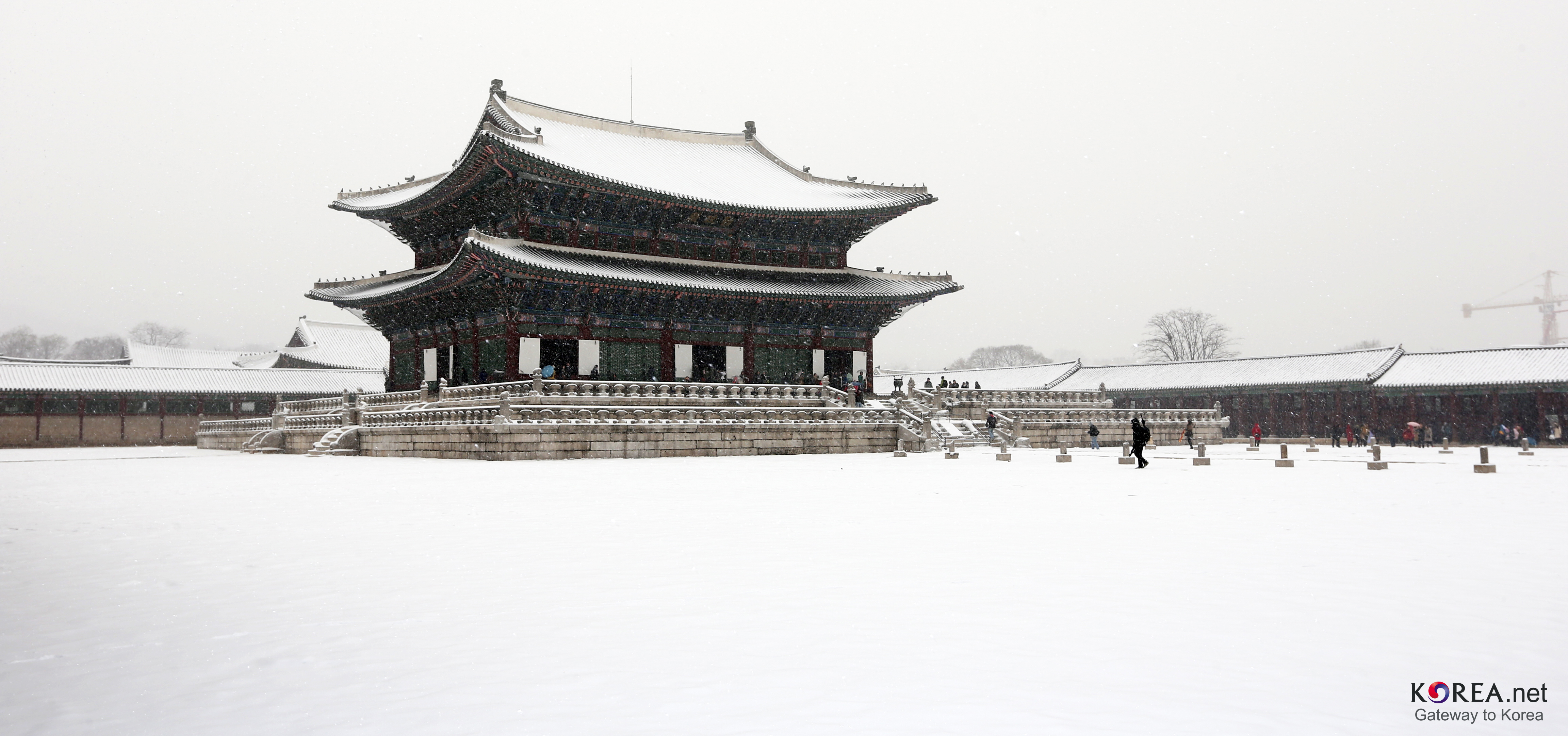
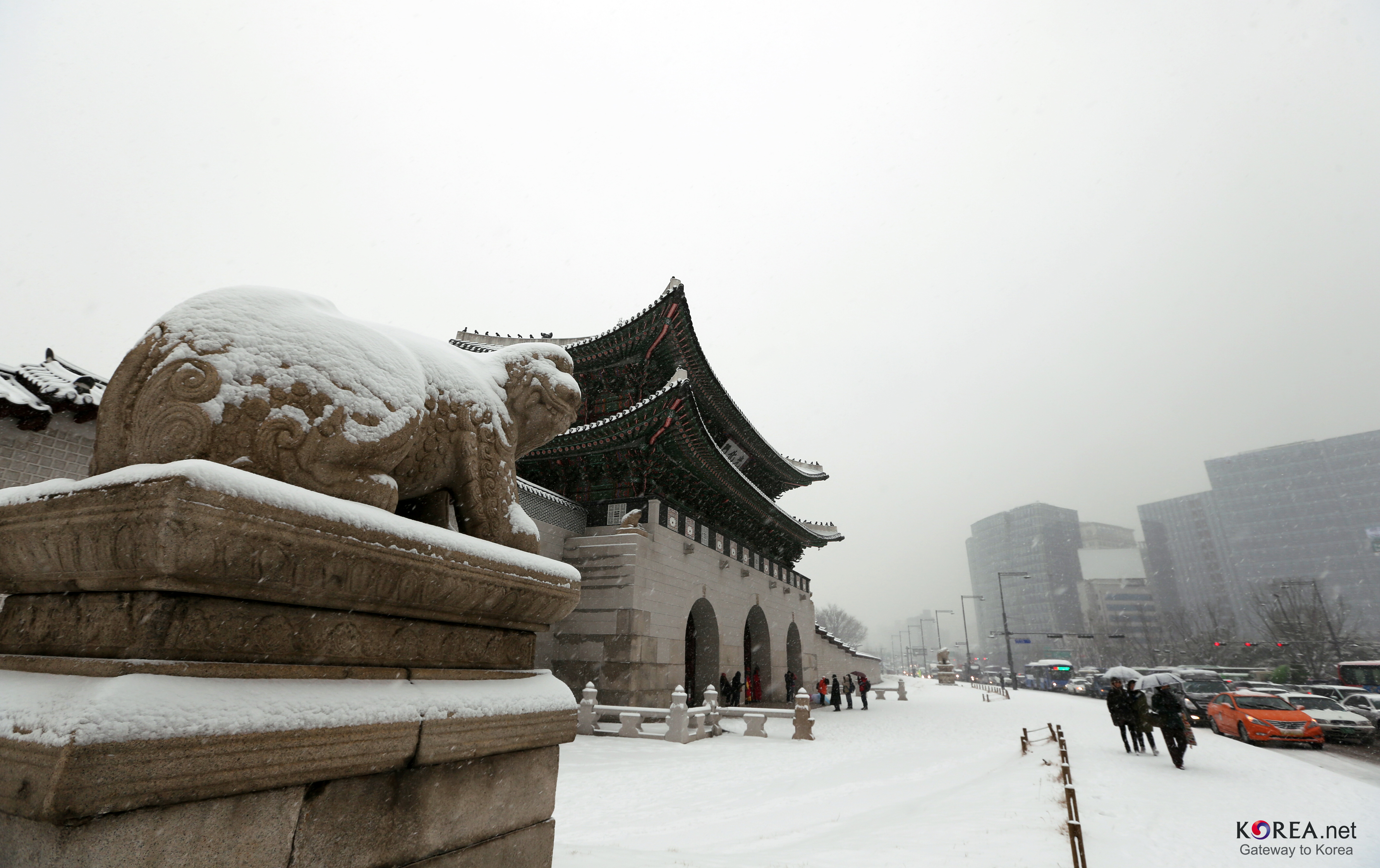
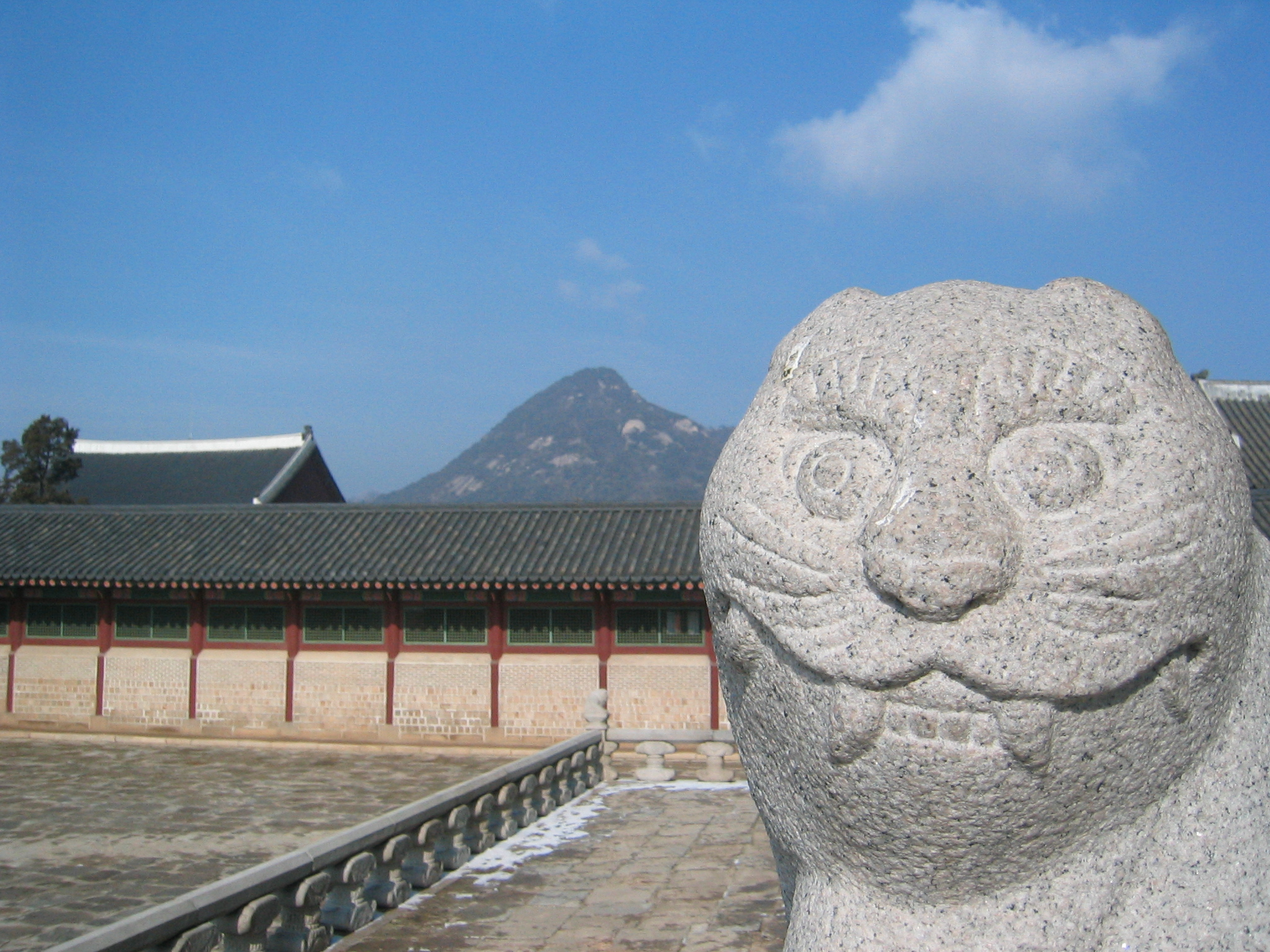
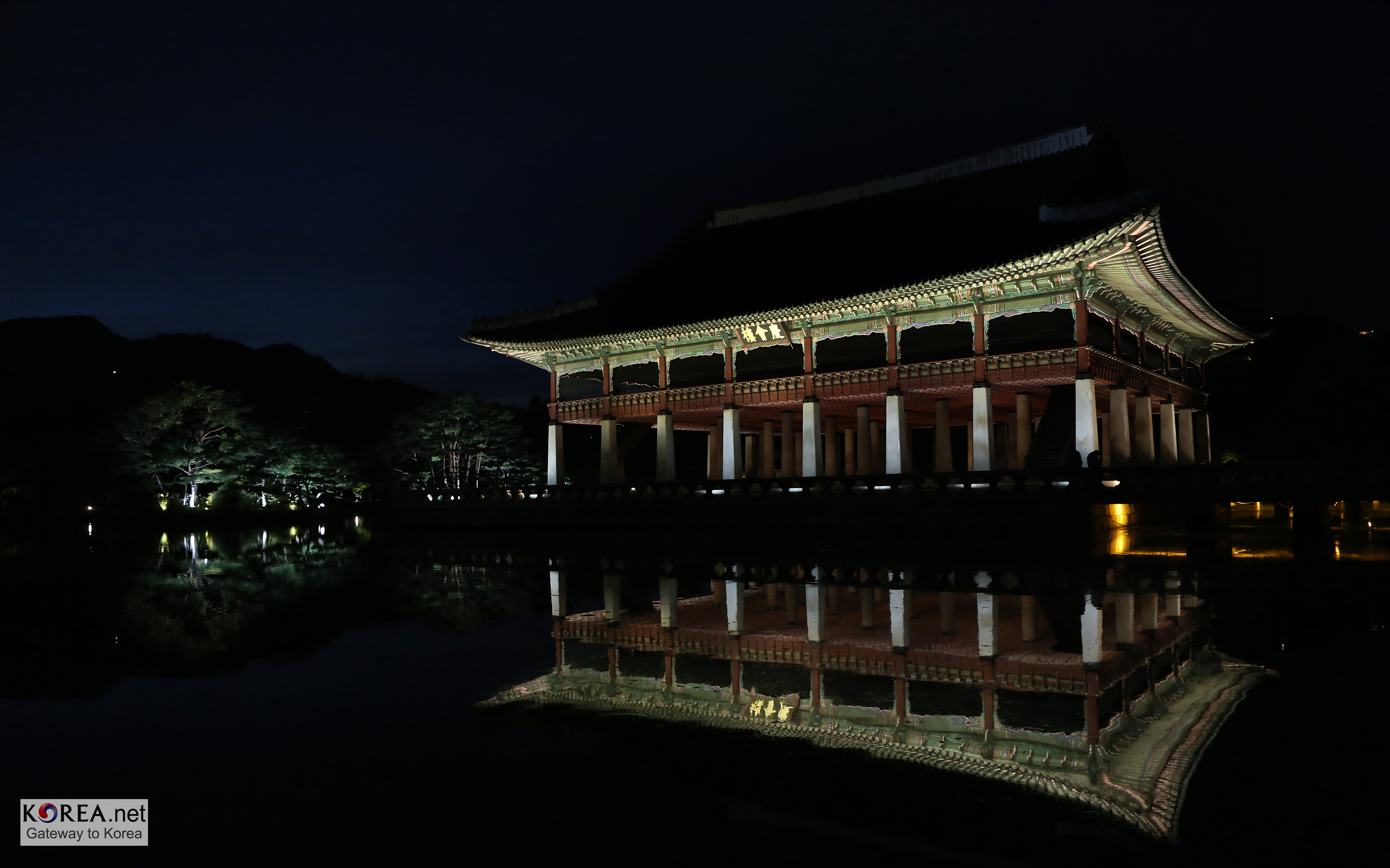
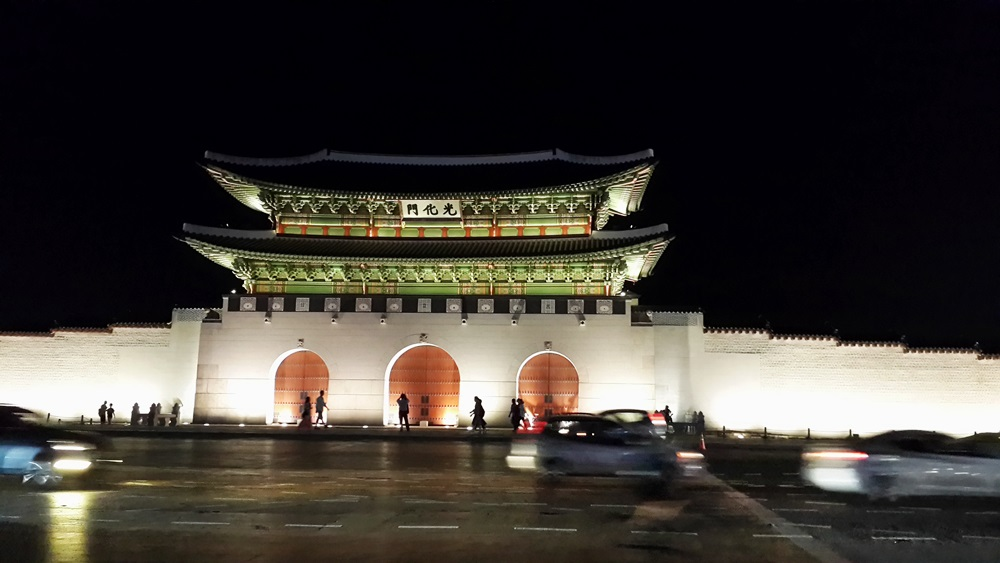
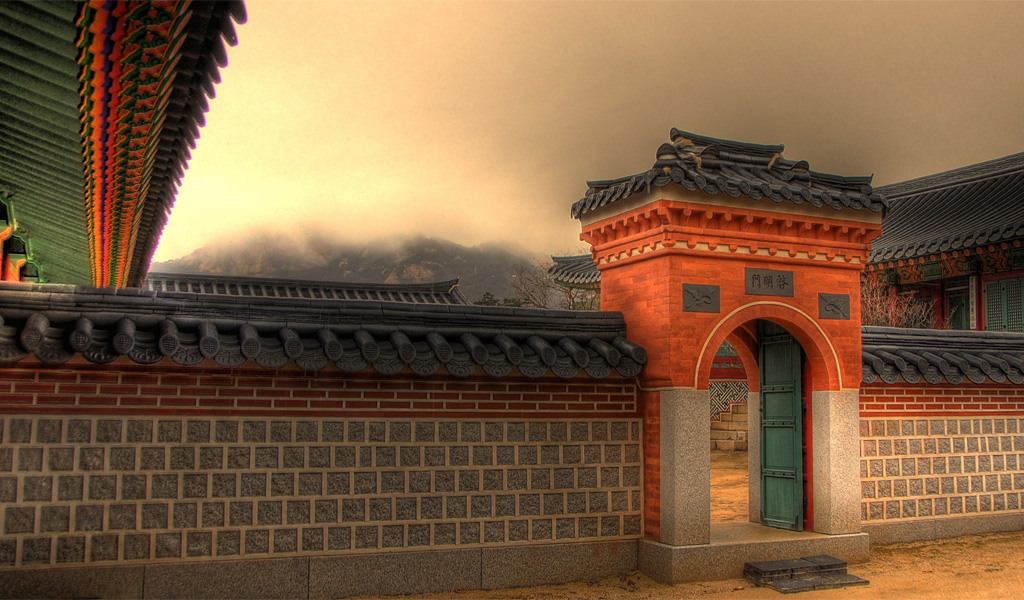
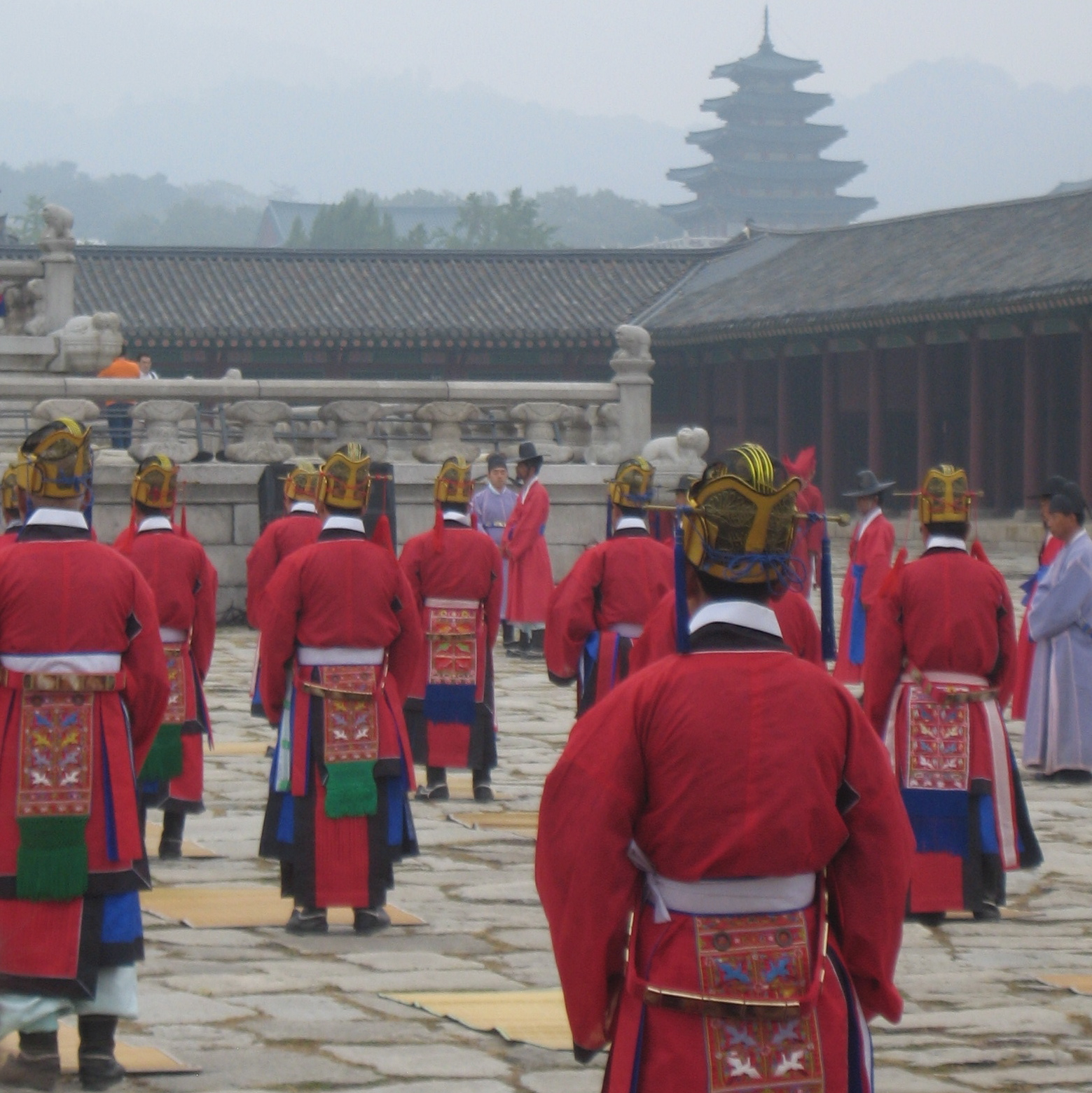
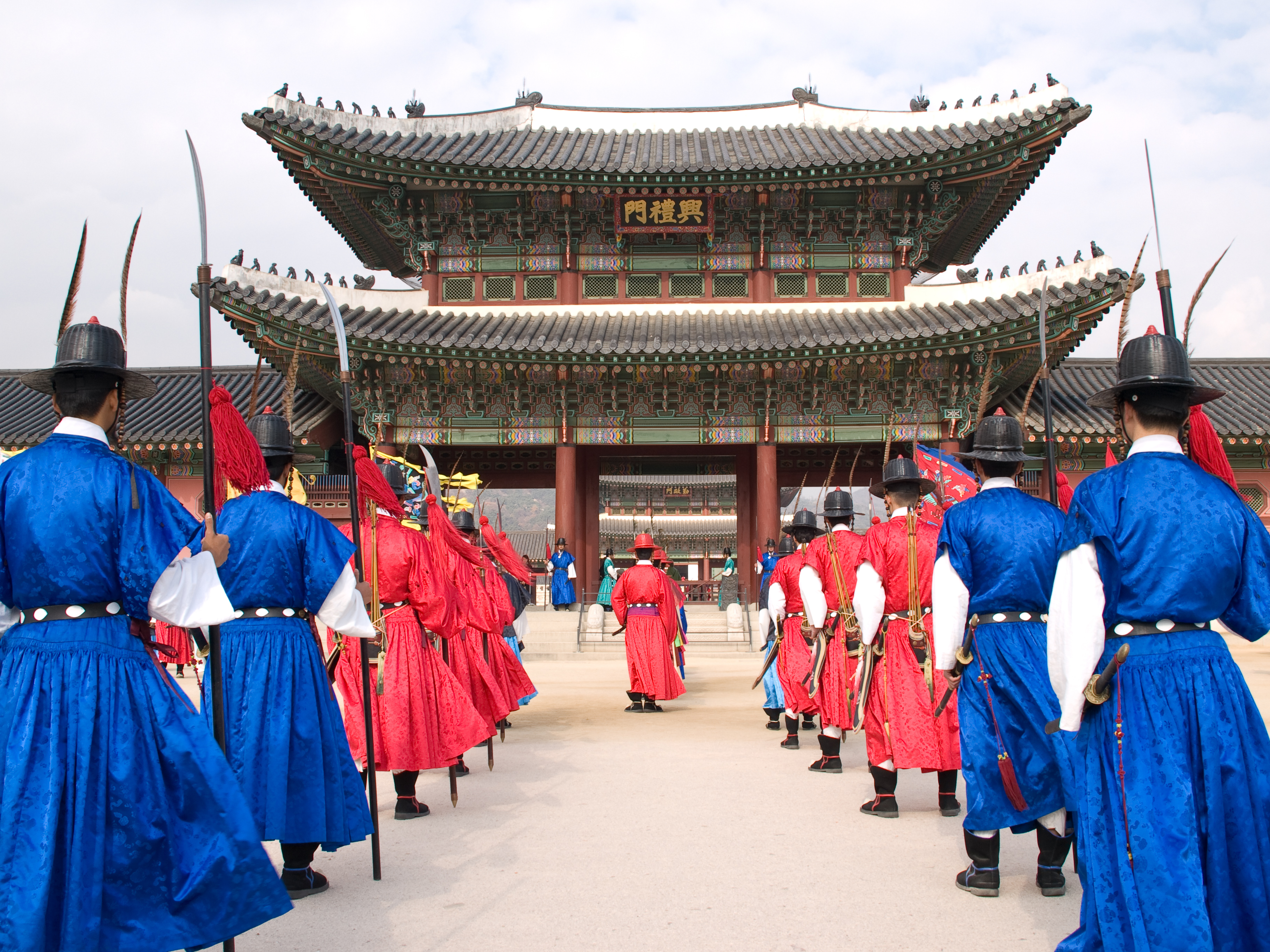
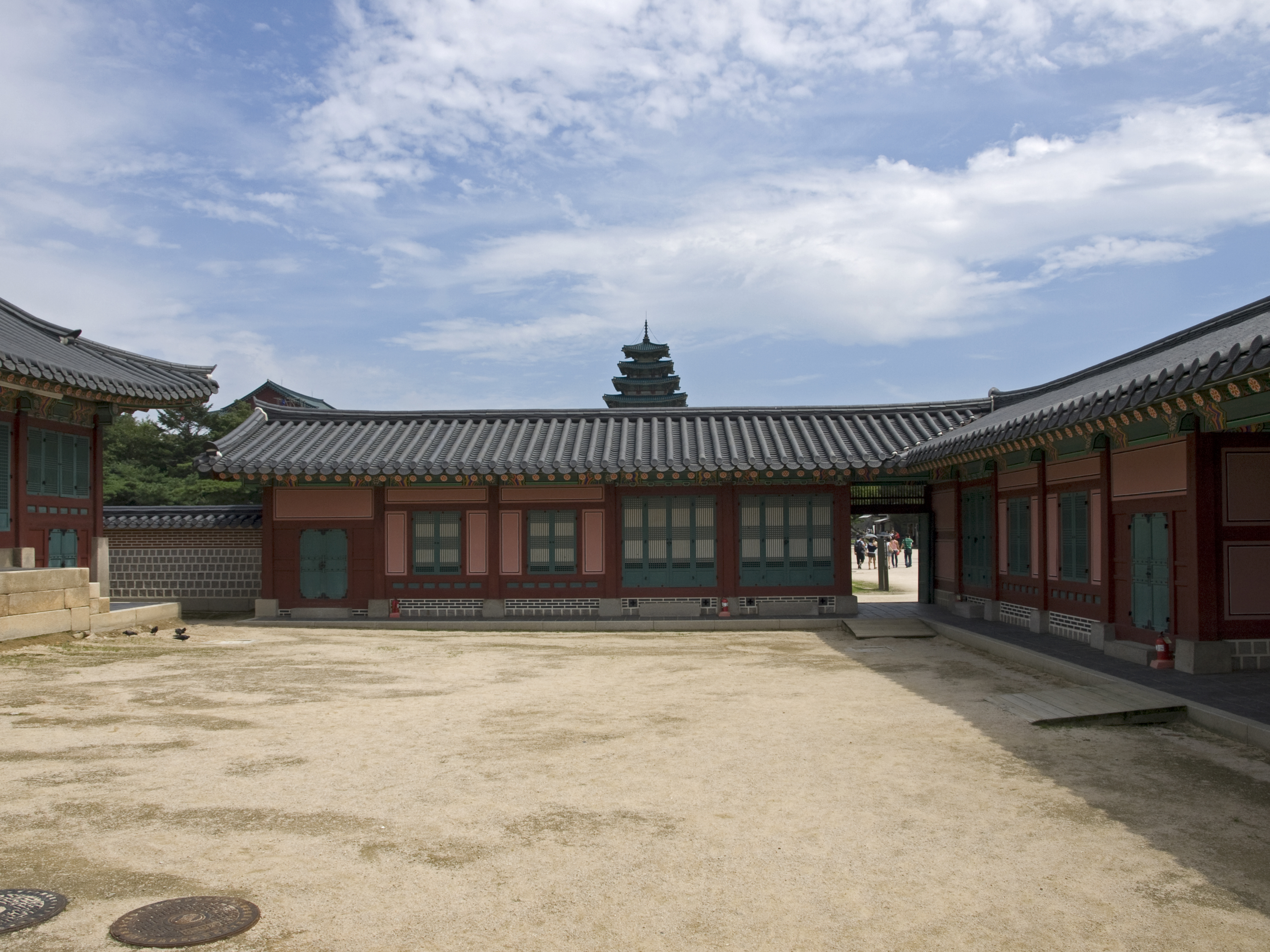
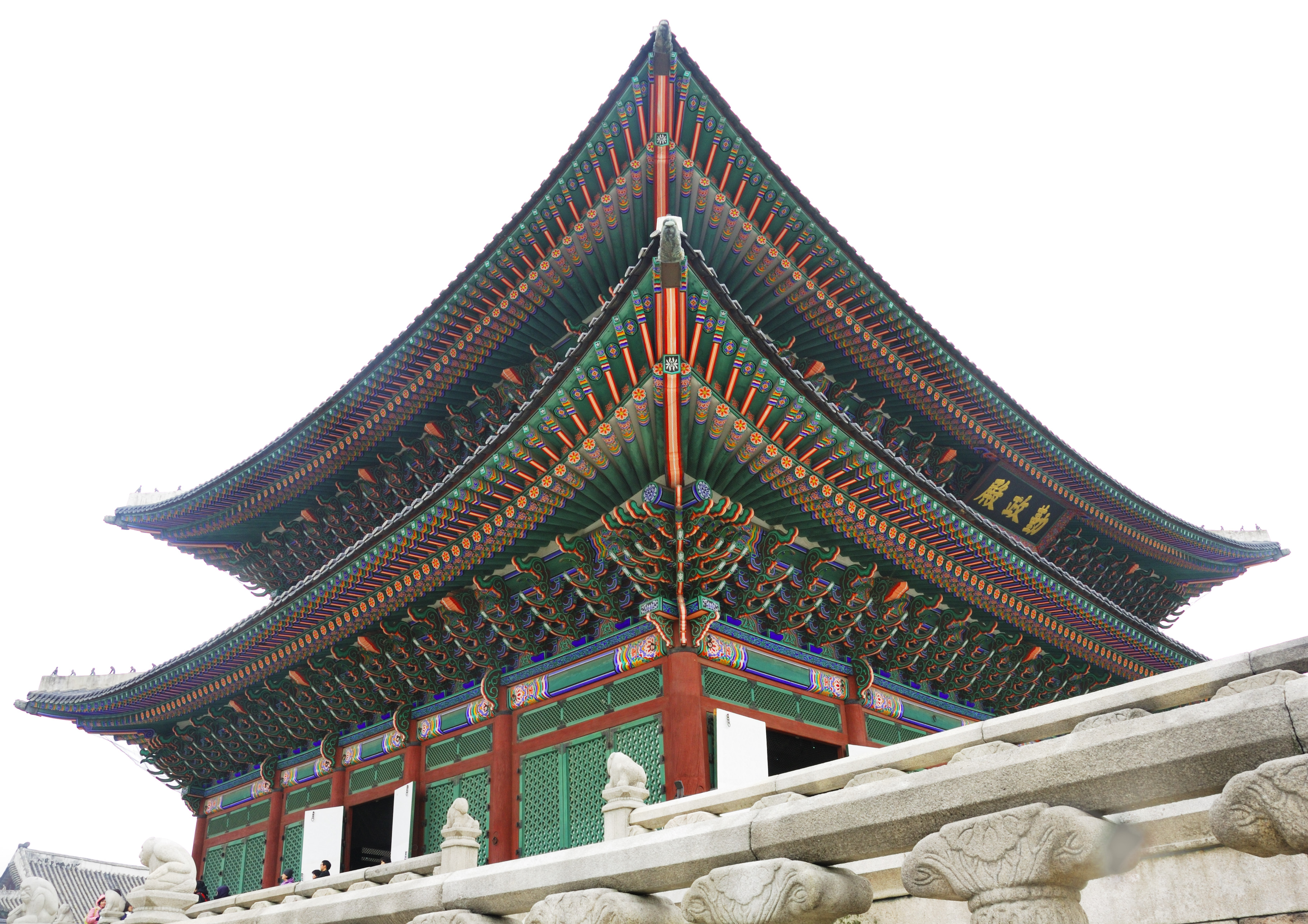
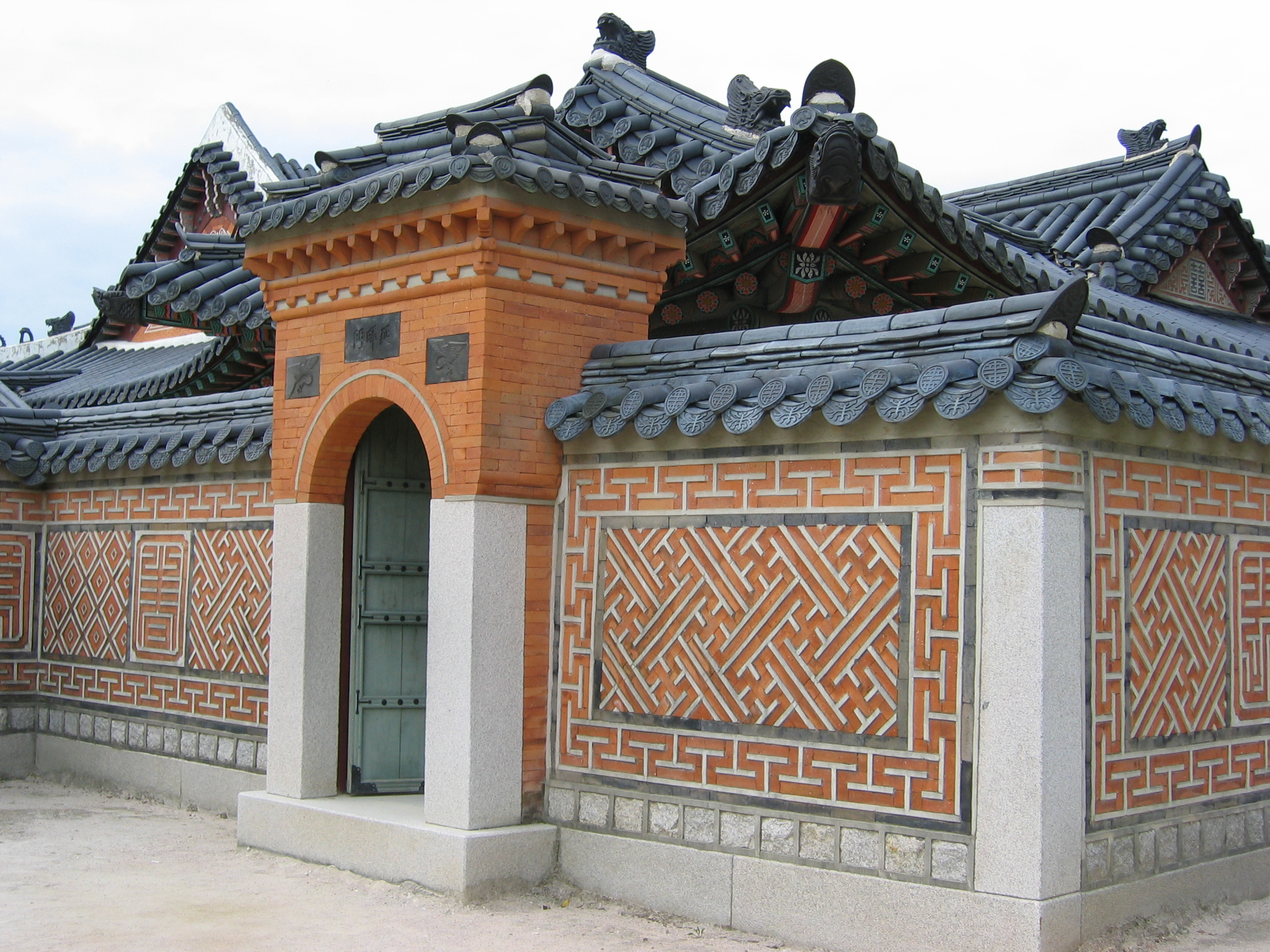
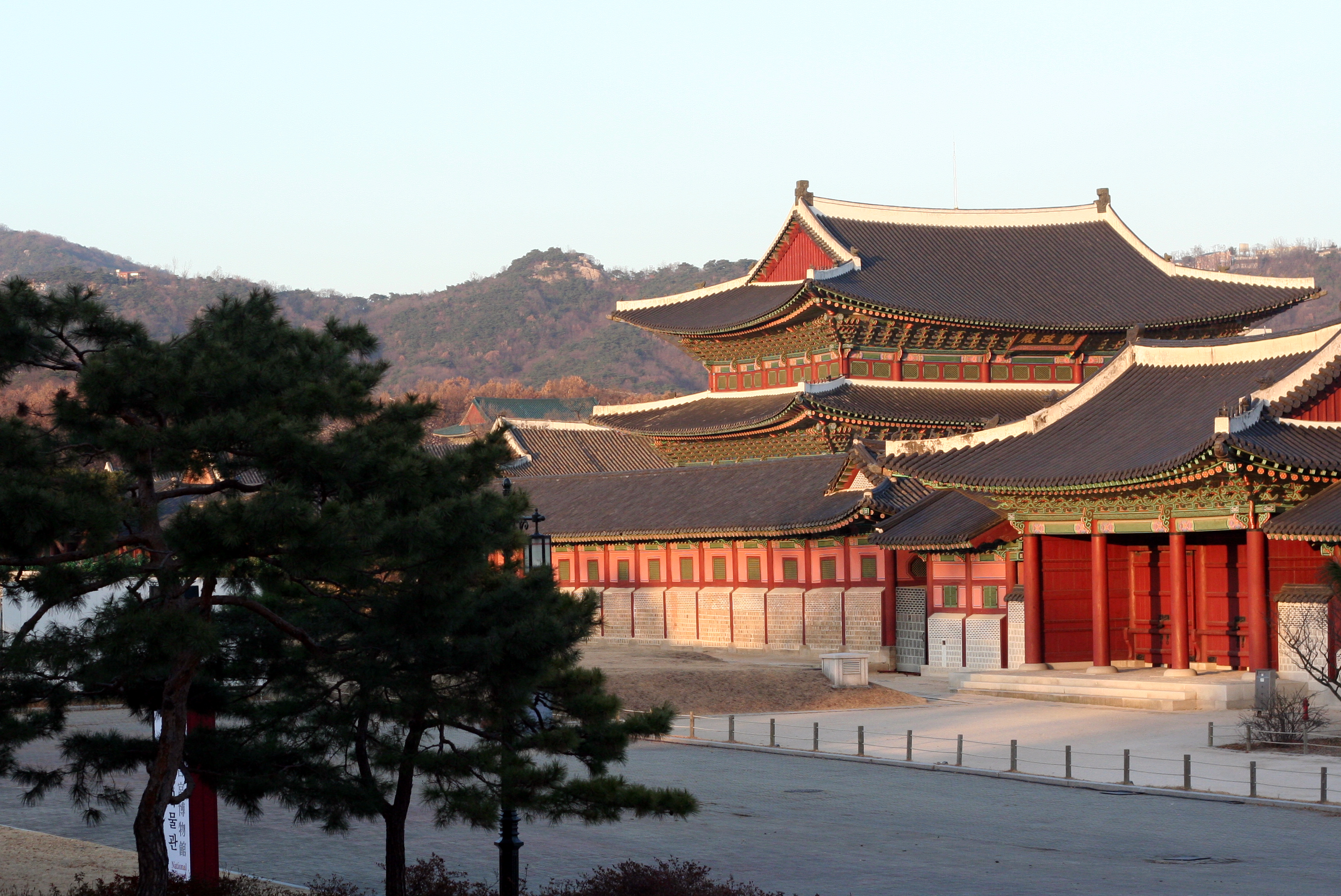
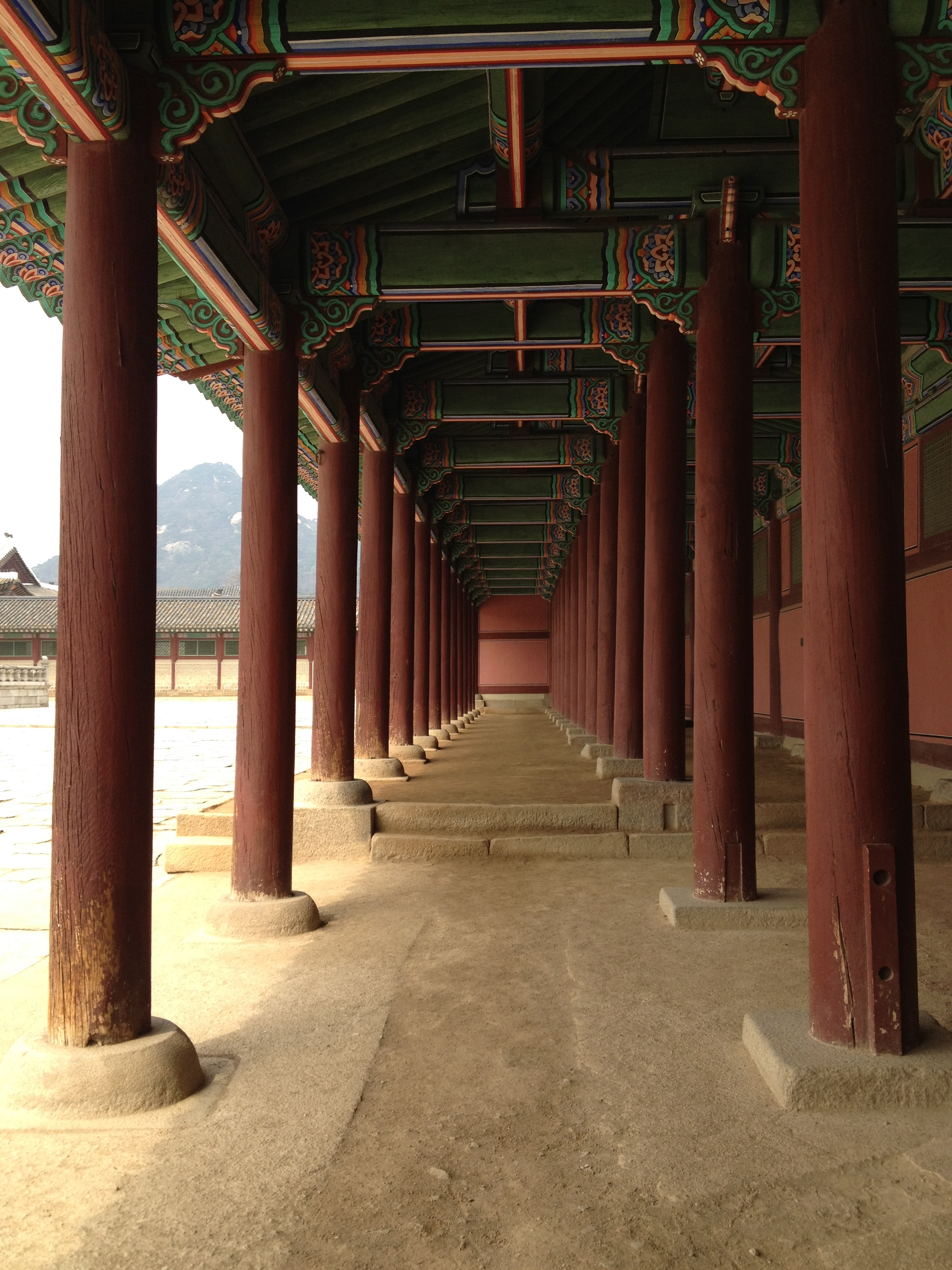
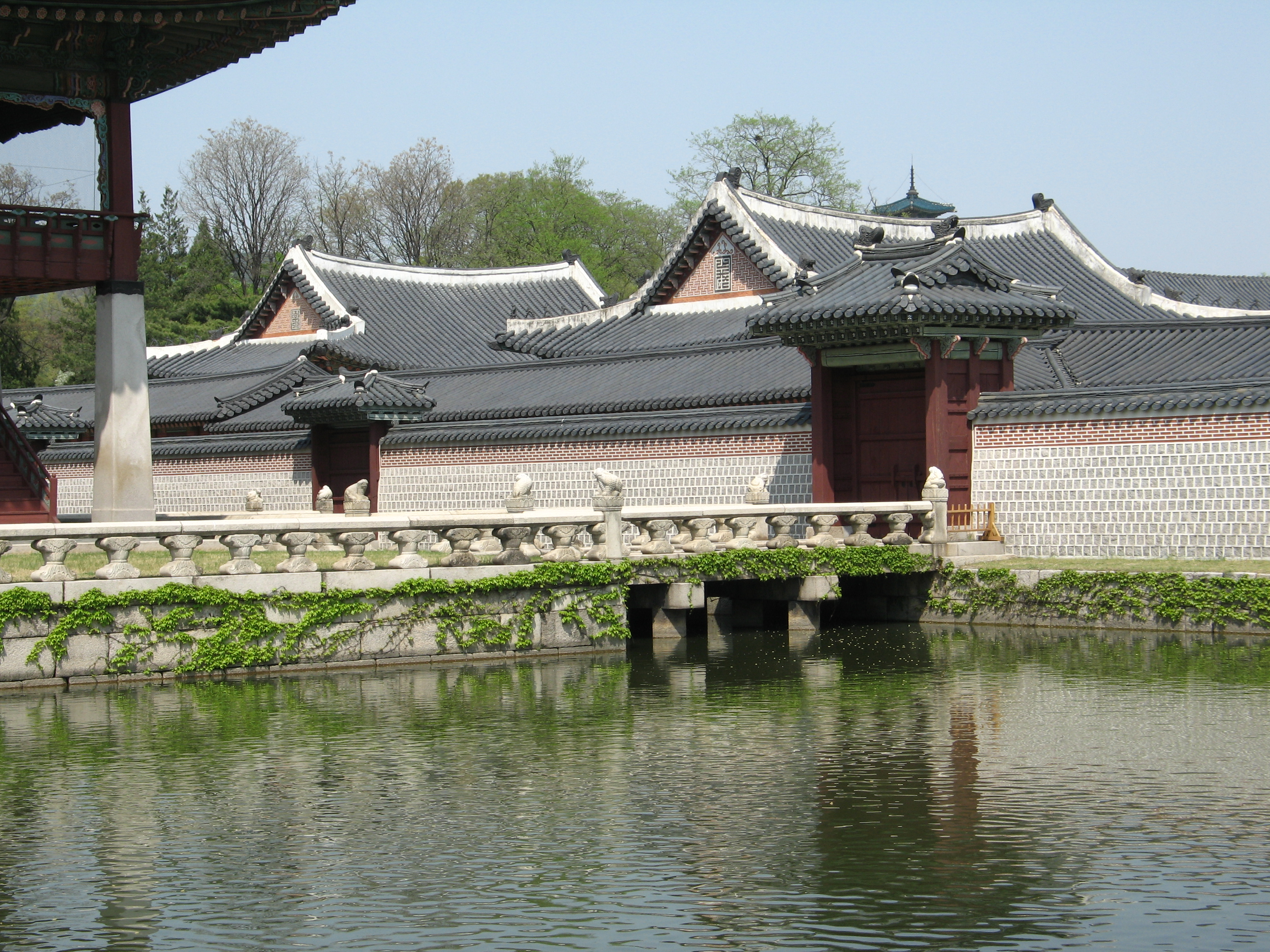
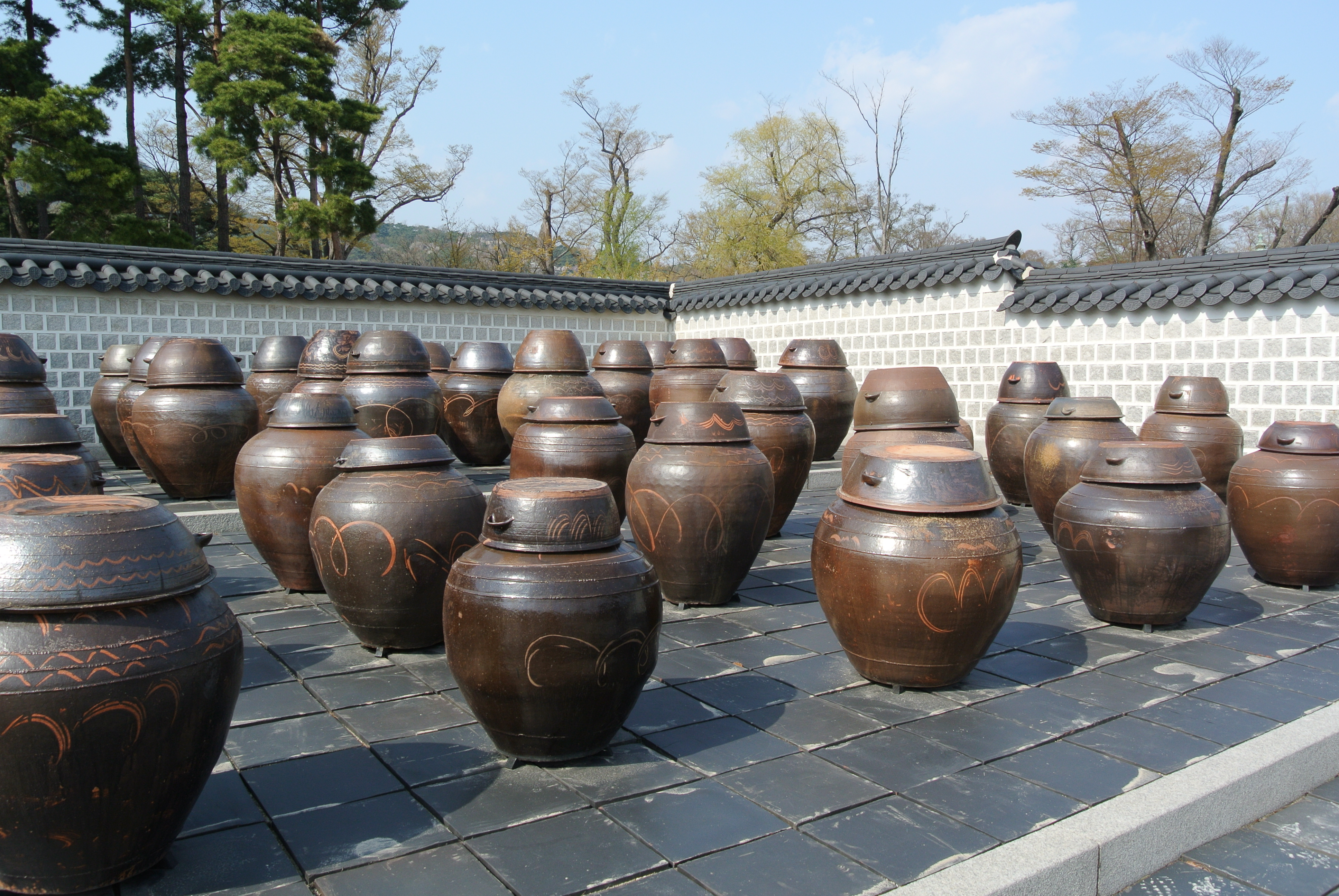
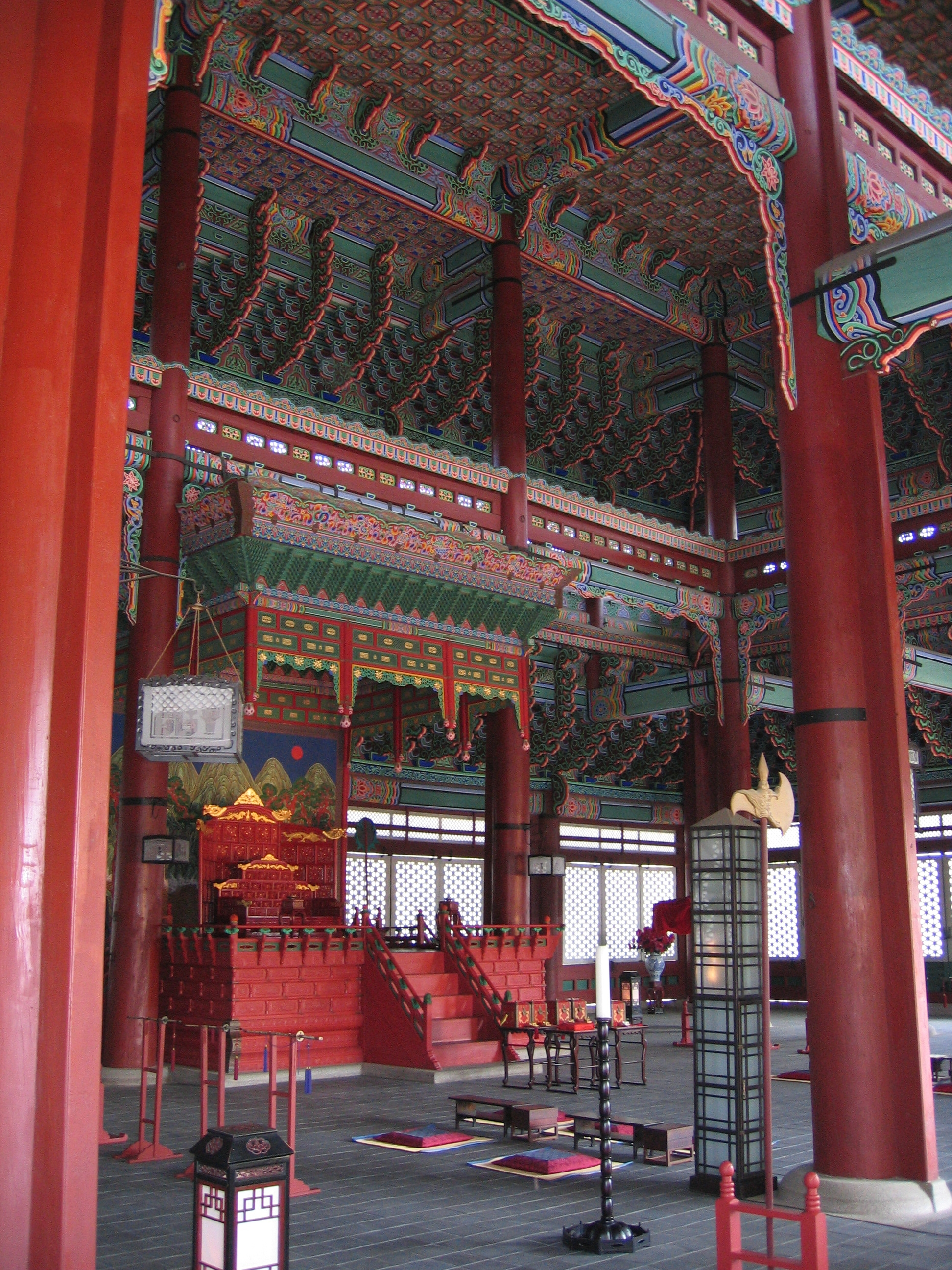
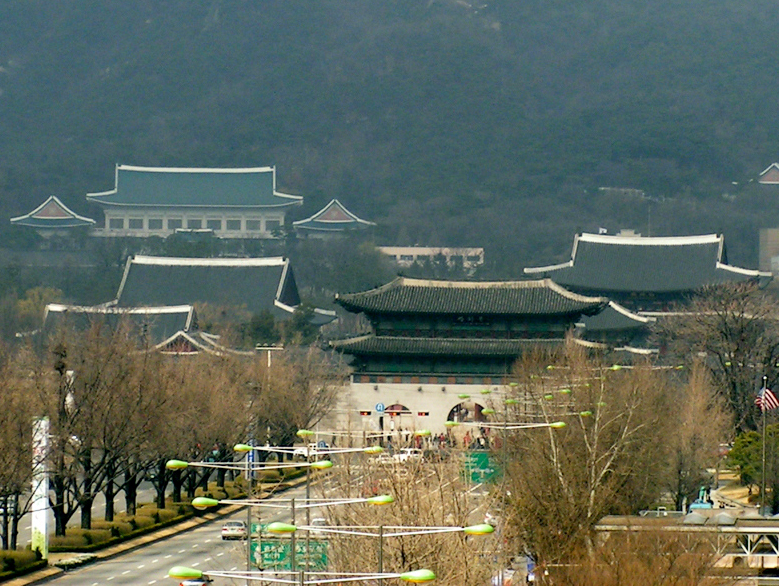
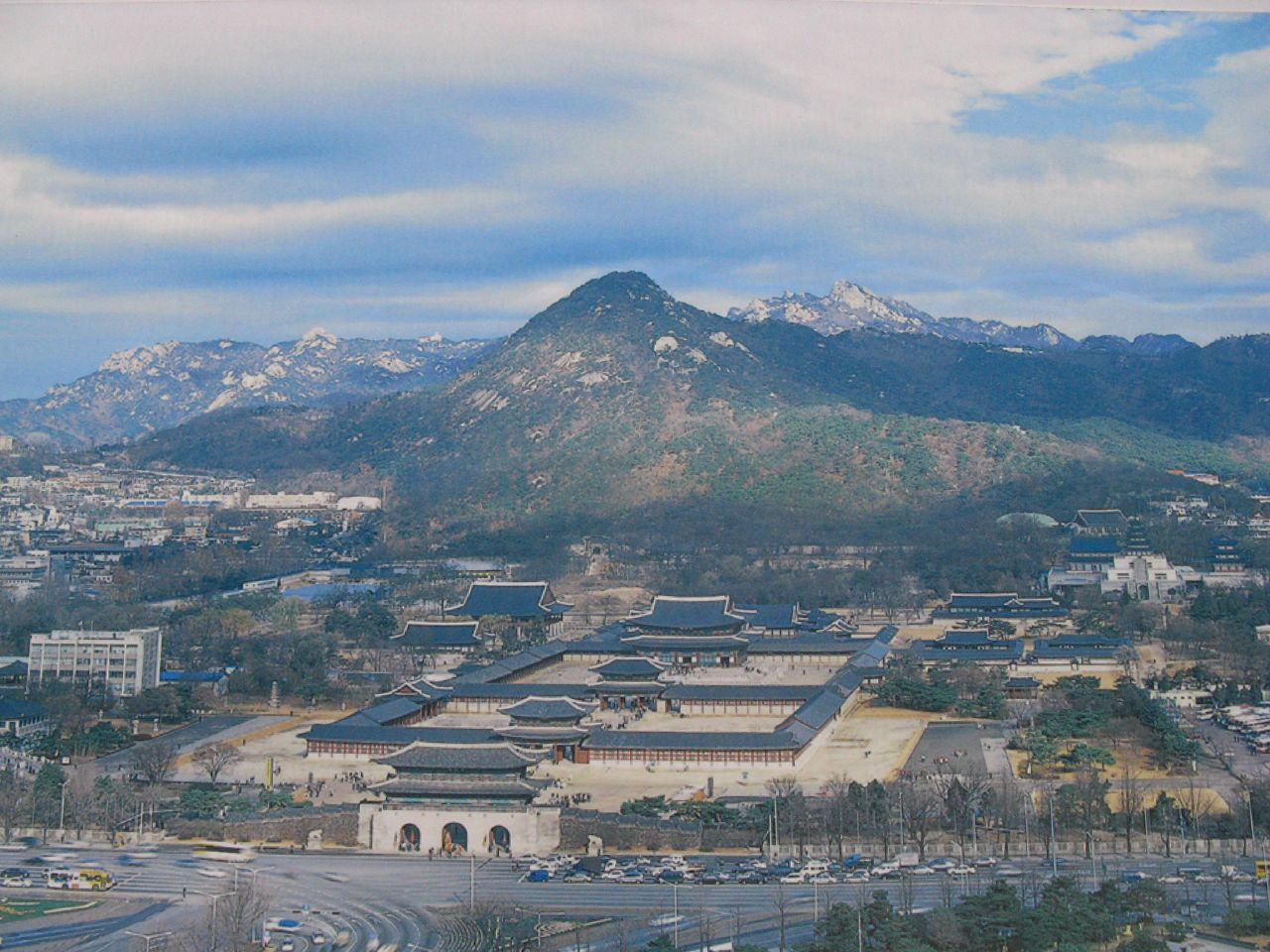
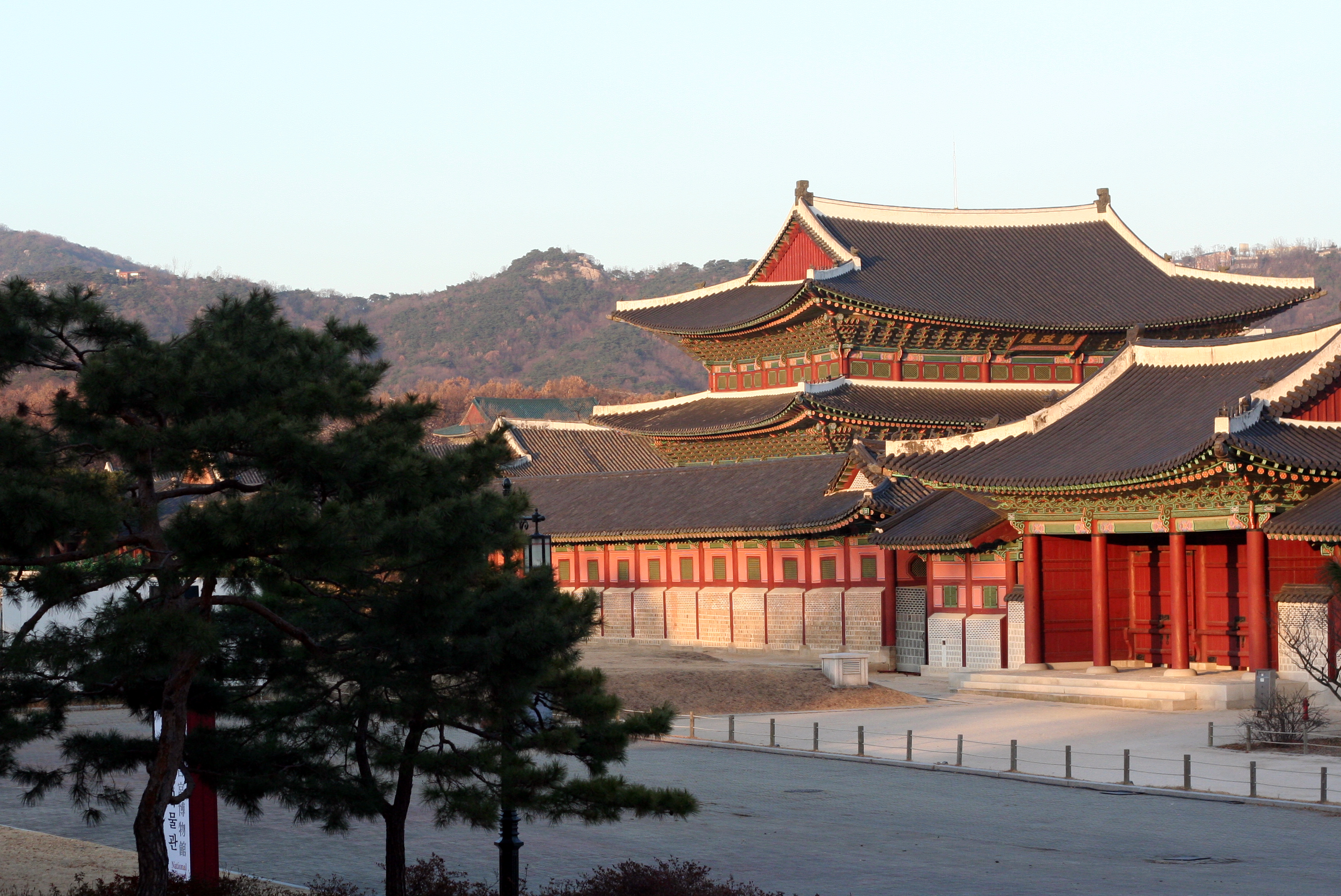
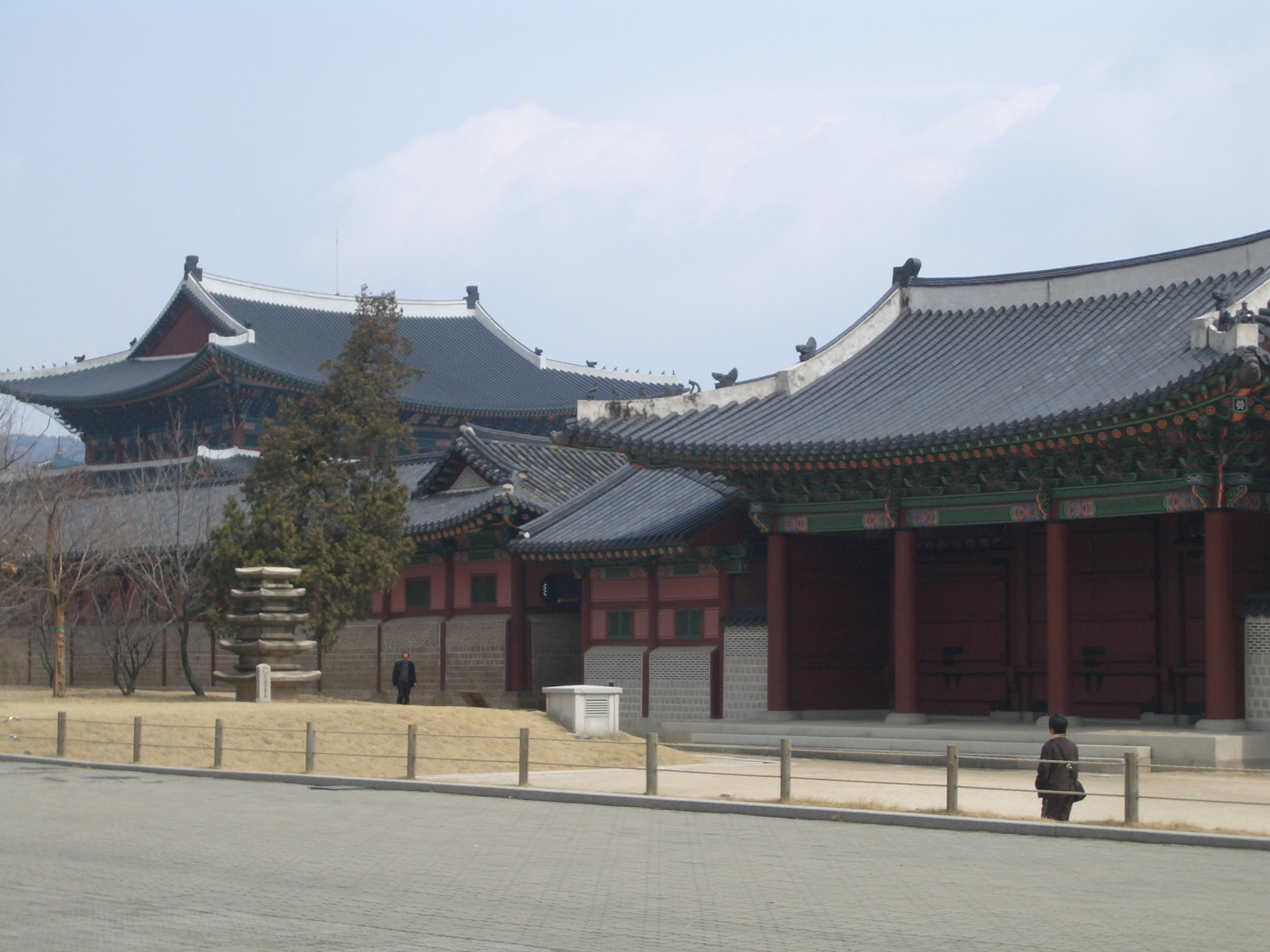
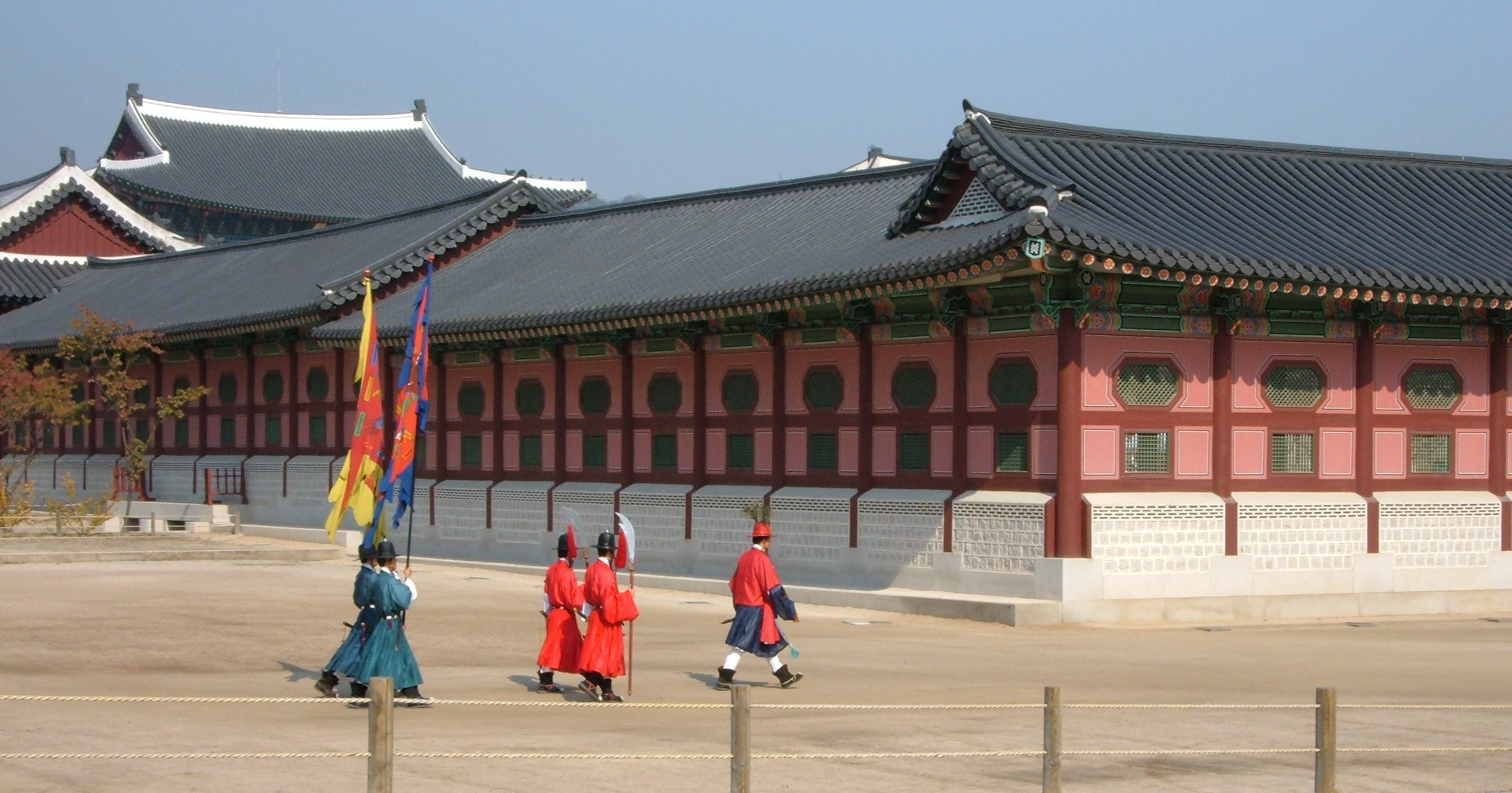
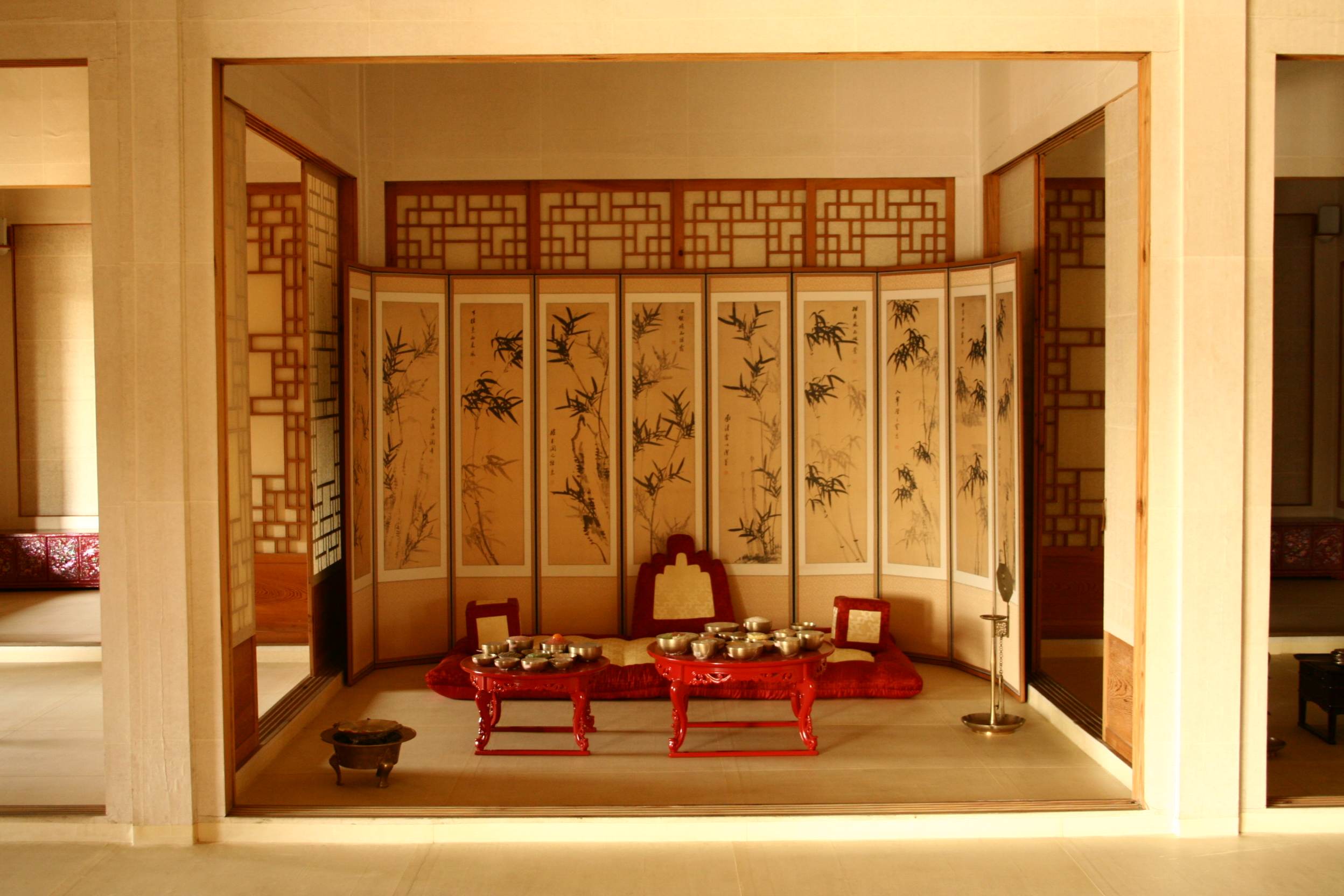
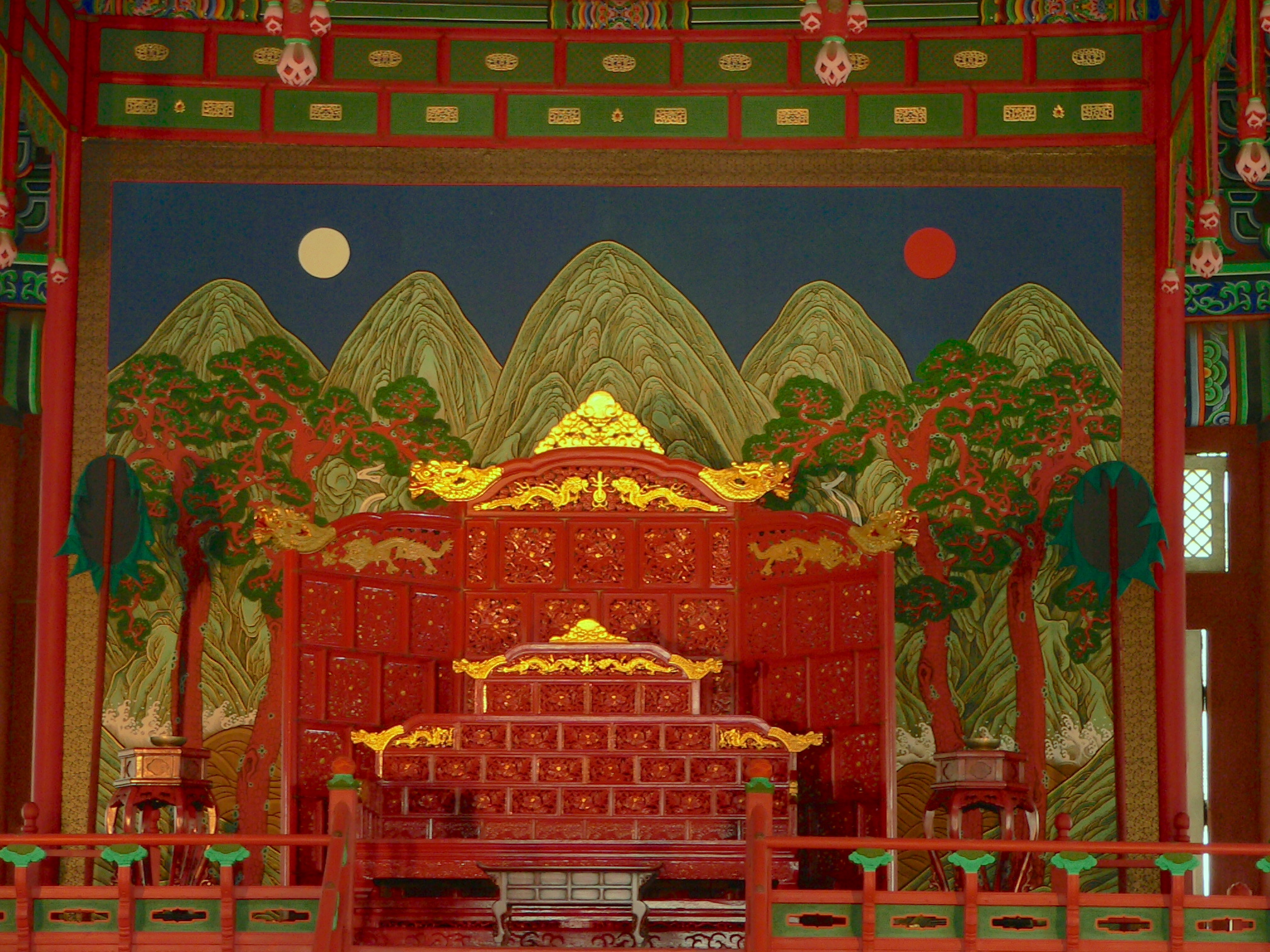
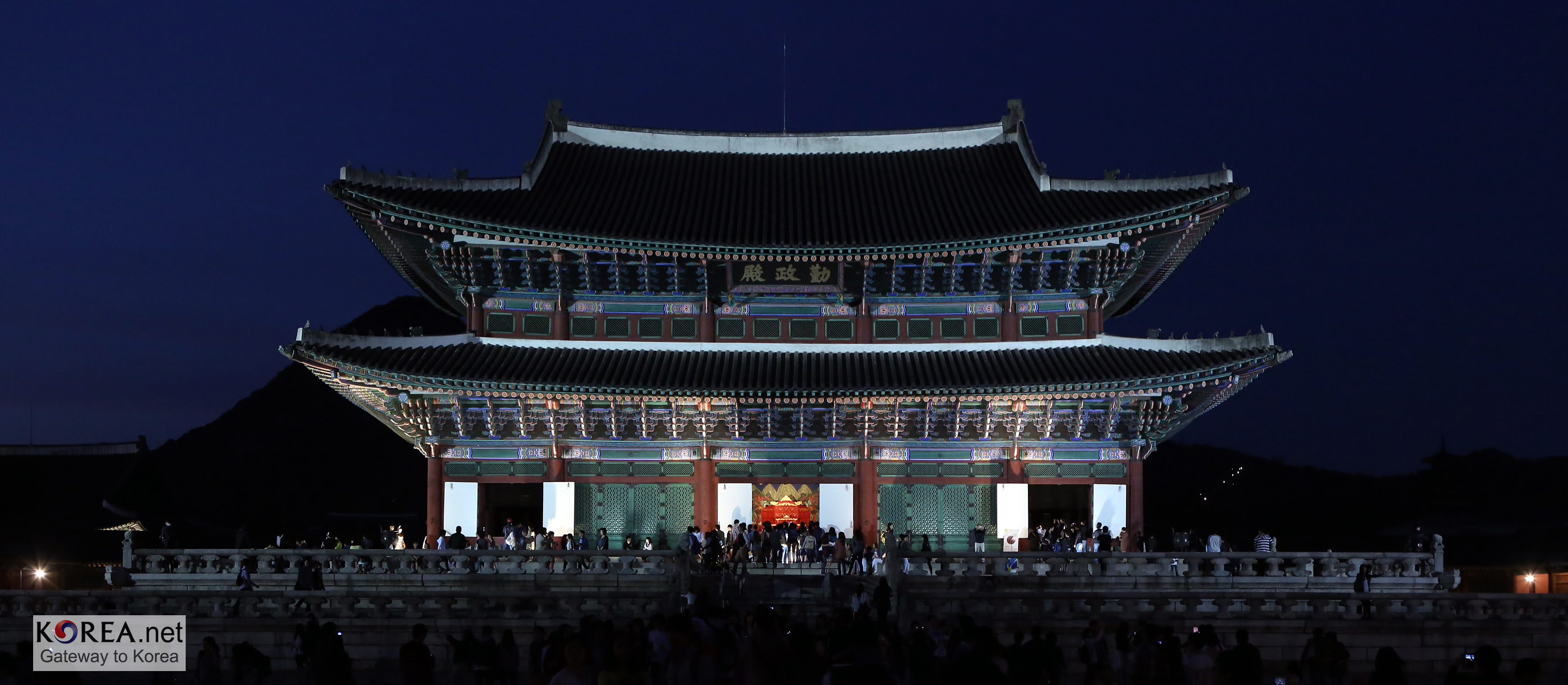

## 교통
- ● 수도권 전철 3호선 - 경복궁역
- ● 수도권 전철 5호선 - 광화문역

## 같이 보기
- 경복궁 자경전 십장생 굴뚝
- 경복궁타령
- 청와대
- 경복궁역
- 광화문역
- 광화문
- 흥례문
- 근정전
- 창덕궁
- 창경궁
- 경희궁
- 덕수궁

## 주해
1. ↑  임금이 거처하는 곳을 옮긴다는 뜻이다.

## 참고 문헌
- 김동욱, 조선초기 창건 경복궁의 공간구성, 한국건축역사학회, 건축역사연구, 1998
- 이상해, 궁궐ㆍ유교건축, 서울: 솔 출판사, 2004.
- 유재빈 (2024), “영조대 경복궁 터에서 행한 행사와 궁중 회화”, 《미술사학연구》 (한국미술사학회) 이 문서에는 다음커뮤니케이션(현 카카오)에서 GFDL 또는 CC-SA 라이선스로 배포한 글로벌 세계대백과사전의 내용을 기초로 작성된 글이 포함되어 있습니다.
- 본 문서에는 서울특별시에서 지식공유 프로젝트를 통해 퍼블릭 도메인으로 공개한 저작물을 기초로 작성된 내용이 포함되어 있습니다.